# Liste der Kulturdenkmale in Quedlinburg (A–L)
Die Liste der Kulturdenkmale in Quedlinburg (A–L) ist eine Teilliste der Liste der Kulturdenkmale in Quedlinburg und enthält die Kulturdenkmale der Stadt Quedlinburg (Landkreis Harz) in den Straßen von A bis L (Stand 31. Dezember 2023). Die Straßen von M bis Z finden sich unter Liste der Kulturdenkmale in Quedlinburg (M–Z).

## Liste

### Abteigasse
| Lage                 | Bezeichnung           | Beschreibung | Erfassungs- nummer | Ausweisungsart | Bild           |
| -------------------- | --------------------- | ------------ | ------------------ | -------------- | -------------- |
| Abteigasse 7 (Karte) | Wohnhaus Abteigasse 7 | um 1750      | 094 46348          | Baudenkmal     | Weitere Bilder |

### Adelheidstraße
| Lage | Bezeichnung           | Beschreibung                                             | Erfassungs- nummer | Ausweisungsart | Bild                  |
| --- | --------------------- | -------------------------------------------------------- | ------------------ | -------------- | --------------------- |
| Adelheidstraße, Ägidiikirchhof, Altetopfstraße, Am Hospital, Am Schiffbleek, Am Wasserwinkel, An den Fischteichen, An der Kunst, Augustinern, Bahnhofstraße, Ballstraße, Blasiistraße, Bockstraße, Bornstraße, Brandgasse, Breite Straße, Carl-Ritter-Straße, Damm, Dippeplatz, Donndorfstraße, Dovestraße, Essigstraße, Finkenherd, Fischerstraße, Gildschaft, Goldstraße, Grabengasse, Gröpern, Gutsmuthsstraße, Heidfeldstraße, Heiligegeiststraße, Hinter der Mauer, Hohe Straße, Hoken, Hölle, Jüdengasse, Kaiser-Otto-Straße, Kaiserstraße, Kaplanei, Kleersstraße, Kleine Gasse, Klink, Konvent, Kornmarkt, Kramerstraße, Lange Gasse, Markt, Marktkirchhof, Marktstraße, Marschlinger Hof, Mauerstraße, Mühlenstraße, Mummental, Neuendorf, Neuer Weg, Neustädter Kirchhof, Pölkenstraße, Pölle, Reichenstraße, Schenkgasse, Schloßberg, Schmale Straße, Schuhhof, Schulstraße, Steinbrücke, Steinholzstraße, Steinweg, Stieg, Stobenstraße, Unterm Birnbaum Wallstraße Wassertorstraße Weberstraße Weingarten Winkel Wipertistraße Wo (Karte) | Altstadt              | historische Innenstadt Quedlinburgs                      | 094 46632          | Denkmalbereich | Weitere Bilder        |
| Adelheidstraße 1 (Karte) | Ehemals Gasthof       | um 1850                                                  | 094 46629          | Baudenkmal     | Ehemals Gasthof       |
| Adelheidstraße 2 (Karte) | Verwaltungsgebäude    | Finanzamt Quedlinburg                                    | 094 21162          | Baudenkmal     | Verwaltungsgebäude    |
| Adelheidstraße 3, an der NW-Seite (Karte) | Bankgebäude           | Ehemals Reichsbank, 1911–1913                            | 094 46352          | Baudenkmal     | Bankgebäude           |
| Adelheidstraße 3, 4, 5, 6, 7, 9, 10, 11, 12, 12a, 14, 15, 22, 23, 24, 25, 26, 27, 28, 29, 30, 31, Amelungstraße 1, Friedrich-Ebert-Platz 1 (Karte) | Straßenzug mit Villen | hauptsächlich ab der zweiten Hälfte des 19. Jahrhunderts | 094 46349          | Denkmalbereich | Straßenzug mit Villen |
| Adelheidstraße 4 (Karte) | Villa                 | 1866                                                     | 094 46353          | Baudenkmal     | Villa                 |
| Adelheidstraße 5 (Karte) | Villa                 | 1866                                                     | 094 46354          | Baudenkmal     | Villa                 |
| Adelheidstraße 6 (Karte) | Villa                 | um 1870                                                  | 094 46355          | Baudenkmal     | Villa                 |
| Adelheidstraße 7 (Karte) | Villa                 | 1899                                                     | 094 46356          | Baudenkmal     | Villa                 |
| Adelheidstraße 9 (Karte) | Villa                 | 1901                                                     | 094 46357          | Baudenkmal     | Villa                 |
| Adelheidstraße 10 (Karte) | Villa                 | 1902                                                     | 094 46358          | Baudenkmal     | Villa                 |
| Adelheidstraße 11 (Karte) | Villa                 | 1902                                                     | 094 46359          | Baudenkmal     | Villa                 |
| Adelheidstraße 12 (Karte) | Villa                 | 1905                                                     | 094 46360          | Baudenkmal     | Villa                 |
| Adelheidstraße 12a (Karte) | Villa                 | 1905/1906                                                | 094 46361          | Baudenkmal     | Villa                 |
| Adelheidstraße 14 (Karte) | Villa                 | 1904                                                     | 094 46362          | Baudenkmal     | Villa                 |
| Adelheidstraße 15 (Karte) | Villa                 | 1905                                                     | 094 46363          | Baudenkmal     | Villa                 |
| Adelheidstraße 22 (Karte) | Wirtschaftshof        | 1909                                                     | 094 46364          | Baudenkmal     | Wirtschaftshof        |
| Adelheidstraße 23 (Karte) | Wirtschaftsgebäude    | Salpeterhütte, 1668                                      | 094 46366          | Baudenkmal     | Wirtschaftsgebäude    |
| Adelheidstraße 25 (Karte) | Villa                 | 1893                                                     | 094 46351          | Baudenkmal     | Villa                 |
| Adelheidstraße 26 (Karte) | Villa                 | 1889                                                     | 094 46365          | Baudenkmal     | Villa                 |
| Adelheidstraße 27 (Karte) | Villa                 | 1895/1896                                                | 094 46367          | Baudenkmal     | Villa                 |
| Adelheidstraße 28 (Karte) | Villa                 | um 1890                                                  | 094 46368          | Baudenkmal     | Villa                 |
| Adelheidstraße 29 (Karte) | Villa                 | 1874                                                     | 094 46369          | Baudenkmal     | Villa                 |
| Adelheidstraße 30 (Karte) | Villa                 | 1906                                                     | 094 46370          | Baudenkmal     | Villa                 |
| Adelheidstraße 31 (Karte) | Villa                 | 1887/1888                                                | 094 46371          | Baudenkmal     | Villa                 |
| Adelheidstraße 32 (Karte) | Villa                 | um 1870                                                  | 094 46372          | Baudenkmal     | Villa                 |
| Adelheidstraße, Stresemannstraße (Karte) | Brücke                | Itschensteg, um 1905                                     | 094 46373          | Baudenkmal     | Brücke                |

### Aegidiikirchhof
| Lage                          | Bezeichnung   | Beschreibung                                                                               | Erfassungs- nummer | Ausweisungsart | Bild          |
| ----------------------------- | ------------- | ------------------------------------------------------------------------------------------ | ------------------ | -------------- | ------------- |
| Aegidiikirchhof 1 (Karte)     | Aegidiikirche | Kirche aus dem 13. Jahrhundert, mit aufgegebenem Friedhof nördlich und westlich der Kirche | 094 45519          | Baudenkmal     | Aegidiikirche |
| Aegidiikirchhof 3, 3a (Karte) | Pfarrhof      | Pfarrhaus St. Aegidii                                                                      | 094 46291          | Baudenkmal     | Pfarrhof      |
| Aegidiikirchhof 4 (Karte)     | Wohnhaus      | Nutzung auch als Evangelisches Kinder- und Jugendzentrum „Haltestelle“, 1938               | 094 46295          | Baudenkmal     | Wohnhaus      |
| Aegidiikirchhof 5 (Karte)     | Wohnhaus      | Ende des 16. Jahrhunderts                                                                  | 094 45520          | Baudenkmal     | Wohnhaus      |
| Aegidiikirchhof 6 (Karte)     | Wohnhaus      | um 1760                                                                                    | 094 45521          | Baudenkmal     | Wohnhaus      |
| Aegidiikirchhof 7 (Karte)     | Wohnhaus      | um 1760                                                                                    | 094 45546          | Baudenkmal     | Wohnhaus      |

### Albert-Schweitzer-Straße
| Lage | Bezeichnung | Beschreibung | Erfassungs- nummer | Ausweisungsart | Bild     |
| --- | ----------- | --- | ------------------ | -------------- | -------- |
| Albert-Schweitzer-Straße 1 (Karte) | Fabrik      | Die Fabrik befindet sich auf dem Gelände der MEHAVA, es ist das Gebäude Nr. 98007. Der Architekt war möglicherweise Max Schneck. Erbaut wurde die Fabrik vor 1889. Es ist ein zweigeschossiger Klinkerbau, der Sockel ist aus Beton. | 094 46460          | Baudenkmal     | Fabrik   |
| Albert-Schweitzer-Straße 23, 24, 25, 26, 27, 28; Fröbelweg 1, 2; Heinrichstraße 15, 16, 23, 24, 25, 26, 27, 28; Seminarstraße 1, 2, 3, 4, 5, 6; Theophanostraße 1 (Karte) | Siedlung    | | 094 46484          | Denkmalbereich | Siedlung |
| Albert-Schweitzer-Straße 28 (Karte) | Wohnhaus    | | 094 46459          | Baudenkmal     | Wohnhaus |

### Altetopfstraße
| Lage                              | Bezeichnung              | Beschreibung                                                  | Erfassungs- nummer | Ausweisungsart | Bild                     |
| --------------------------------- | ------------------------ | ------------------------------------------------------------- | ------------------ | -------------- | ------------------------ |
| Altetopfstraße 2 (Karte)          | Ackerbürgerhaus          | ehemaliges Ackerbürgerhaus, 1704                              | 094 45854          | Baudenkmal     | Ackerbürgerhaus          |
| Altetopfstraße 7 (Karte)          | Wohnhaus                 | vor 1550                                                      | 094 45855          | Baudenkmal     | Wohnhaus                 |
| Altetopfstraße 8 (Karte)          | Wohnhaus                 | 1687                                                          | 094 45856          | Baudenkmal     | Wohnhaus                 |
| Altetopfstraße 10 (Karte)         | Wohnhaus                 | 1708                                                          | 094 45858          | Baudenkmal     | Wohnhaus                 |
| Altetopfstraße 11, 12, 13 (Karte) | Gasthaus „Am Münzenberg“ | um 1900                                                       | 094 46462          | Baudenkmal     | Gasthaus „Am Münzenberg“ |
| Altetopfstraße 14 (Karte)         | Wohnhaus                 | um 1680                                                       | 094 45859          | Baudenkmal     | Wohnhaus                 |
| Altetopfstraße 15 (Karte)         | Handwerkerhof            | ehemaliger Handwerkerhof, um 1680                             | 094 45860          | Baudenkmal     | Handwerkerhof            |
| Altetopfstraße 16 (Karte)         | Handwerkerhof            | ehemaliger Handwerkerhof, um 1620                             | 094 45861          | Baudenkmal     | Handwerkerhof            |
| Altetopfstraße 17 (Karte)         | Ackerbürgerhof           | ehemaliger Ackerbürgerhof, zweite Hälfte des 16. Jahrhunderts | 094 45862          | Baudenkmal     | Ackerbürgerhof           |
| Altetopfstraße 18 (Karte)         | Ackerbürgerhof           | ehemaliger Ackerbürgerhof, Anfang 19. Jahrhundert             | 094 45863          | Baudenkmal     | Ackerbürgerhof           |
| Altetopfstraße 19 (Karte)         | Wohnhaus                 | um 1760                                                       | 094 45864          | Baudenkmal     | Wohnhaus                 |
| Altetopfstraße 22 (Karte)         | Schule                   | Ehemals Pestalozzischule, 1903, 2010 zum Wohnhaus umgebaut    | 094 46463          | Baudenkmal     | Schule                   |

### Amelungstraße
| Lage                    | Bezeichnung | Beschreibung                                                                           | Erfassungs- nummer | Ausweisungsart | Bild   |
| ----------------------- | ----------- | -------------------------------------------------------------------------------------- | ------------------ | -------------- | ------ |
| Amelungstraße (Karte)   | Brücke      | Vossbrücke, benannt nach Max Voss (1863–1927), Leiter der Stadtwerke, des Tiefbauamtes | 094 46443          | Baudenkmal     | Brücke |
| Amelungstraße 1 (Karte) | Villa       | Villa, 1901                                                                            | 094 46374          | Baudenkmal     | Villa  |

### Am heiligen Brunnen
| Lage | Bezeichnung | Beschreibung | Erfassungs- nummer | Ausweisungsart | Bild     |
| --- | ----------- | --- | ------------------ | -------------- | -------- |
| Am heiligen Brunnen 1, 2, 5–7, Bosseplatz, Bossestraße 1–15, Brechtstraße 1–9, Julius-Wolff-Straße 1–6, Lindenstraße 2–4 (Quedlinburg) (Karte) | Siedlung    | | 094 46558          | Denkmalbereich | Siedlung |
| Am heiligen Brunnen 2 (Karte) | Wohnhaus    | Das Haus wurde von 1909 bis 1910 im Stil der Heimatbewegung erbaut. Es ist ein ein- bis zweigeschossiges Haus mit einem Satteldach. | 094 46375          | Baudenkmal     | Wohnhaus |

### Am Hospital
| Lage                                        | Bezeichnung                                                 | Beschreibung                                                        | Erfassungs- nummer | Ausweisungsart | Bild                                                        |
| ------------------------------------------- | ----------------------------------------------------------- | ------------------------------------------------------------------- | ------------------ | -------------- | ----------------------------------------------------------- |
| Am Hospital 1 (Karte)                       | Heiliggeist-Hospital                                        | Heiliggeist-Hospital, 1713                                          | 094 45791          | Baudenkmal     | Heiliggeist-Hospital                                        |
| Am Hospital 2 (Karte)                       | Ehemalige Tankstelle                                        | 1938                                                                | 094 46376          | Baudenkmal     | Ehemalige Tankstelle                                        |
| Am Hospital 4, Heiligegeiststraße 1 (Karte) | Wohn- und Geschäftshaus Am Hospital 4, Heiligegeiststraße 1 | Wohn- und Geschäftshaus aus der zweiten Hälfte des 18. Jahrhunderts | 094 45803          | Baudenkmal     | Wohn- und Geschäftshaus Am Hospital 4, Heiligegeiststraße 1 |

### Am Schiffbleek
| Lage                                                      | Bezeichnung    | Beschreibung                                                          | Erfassungs- nummer | Ausweisungsart | Bild           |
| --------------------------------------------------------- | -------------- | --------------------------------------------------------------------- | ------------------ | -------------- | -------------- |
| Am Schiffbleek (Karte)                                    | Wetterhäuschen | Wetterhäuschen aus der Zeit um 1900, um 1900                          | 094 46614          | Baudenkmal     | Wetterhäuschen |
| Am Schiffbleek 1 (Karte)                                  | Pfarrhaus      | Pfarrhaus, 1897/1898                                                  | 094 46623          | Baudenkmal     | Weitere Bilder |
| Am Schiffbleek 3, An der NO-Seite der o.g. Straße (Karte) | Villa          | Villa, durch den Landkreis Harz genutzt, 1905/1906                    | 094 46624          | Baudenkmal     | Villa          |
| Am Schiffbleek 4, Kaiser-Otto-Straße 10 (Karte)           | Ackerbürgerhof | ehemaliger Ackerbürgerhof, ab der zweiten Hälfte des 17. Jahrhunderts | 094 45865          | Baudenkmal     | Ackerbürgerhof |
| Am Schiffbleek 4a (Karte)                                 | Villa          | Villa, 1913                                                           | 094 46625          | Baudenkmal     | Villa          |
| Am Schiffbleek 5 (Karte)                                  | Villa          | Villa, 1898                                                           | 094 46626          | Baudenkmal     | Villa          |
| Am Schiffbleek 6 (Karte)                                  | Wasserwerk     | Altes Wasserwerk Quedlinburg, 1881                                    | 094 45427          | Baudenkmal     | Weitere Bilder |
| Am Schiffbleek 7, An der N-Seite der o.g. Straße (Karte)  | Villa          | Villa, 1909                                                           | 094 46631          | Baudenkmal     | Villa          |
| Am Schiffbleek 9 (Karte)                                  | Villa          | Villa, um 1900                                                        | 094 46456          | Baudenkmal     | Villa          |
| Am Schiffbleek 11a (Karte)                                | Villa          | Villa, 1905/1906                                                      | 094 46468          | Baudenkmal     | Villa          |
| Am Schiffbleek (Karte)                                    | Brücke         | Brücke Am Schiffbleek                                                 | 094 84912          | Baudenkmal     | Brücke         |

### An der Kunst
| Lage                    | Bezeichnung | Beschreibung      | Erfassungs- nummer | Ausweisungsart | Bild     |
| ----------------------- | ----------- | ----------------- | ------------------ | -------------- | -------- |
| An der Kunst 8 (Karte)  | Wohnhaus    | Wohnhaus, 1734    | 094 45867          | Baudenkmal     | Wohnhaus |
| An der Kunst 9 (Karte)  | Wohnhaus    | Wohnhaus, 1708    | 094 45868          | Baudenkmal     | Wohnhaus |
| An der Kunst 11 (Karte) | Wohnhaus    | Wohnhaus, 1681    | 094 45869          | Baudenkmal     | Wohnhaus |
| An der Kunst 12 (Karte) | Wohnhaus    | Wohnhaus, um 1700 | 094 45870          | Baudenkmal     | Wohnhaus |

### Augustinern
| Lage                       | Bezeichnung            | Beschreibung                                                                              | Erfassungs- nummer | Ausweisungsart | Bild                   |
| -------------------------- | ---------------------- | ----------------------------------------------------------------------------------------- | ------------------ | -------------- | ---------------------- |
| Augustinern 1 (Karte)      | Wohnhaus Augustinern 1 | Wohnhaus, um 1800                                                                         | 094 46453          | Baudenkmal     | Wohnhaus Augustinern 1 |
| Augustinern 5 (Karte)      | Wohnhaus               | Wohnhaus, Sanierung 2007, Sanierung nach Brandschaden 2010, um 1770                       | 094 45990          | Baudenkmal     | Wohnhaus               |
| Augustinern 6 (Karte)      | Wohnhaus               | Wohnhaus, Mitte des 18. Jahrhunderts                                                      | 094 46464          | Baudenkmal     | Wohnhaus               |
| Augustinern 7 (Karte)      | Wohnhaus               | Wohnhaus, um 1670                                                                         | 094 46465          | Baudenkmal     | Wohnhaus               |
| Augustinern 8 (Karte)      | Ackerbürgerhaus        | ehemaliges Ackerbürgerhaus, um 1705                                                       | 094 45991          | Baudenkmal     | Ackerbürgerhaus        |
| Augustinern 10 (Karte)     | Ackerbürgerhaus        | ehemaliges Ackerbürgerhaus, um 1680                                                       | 094 45992          | Baudenkmal     | Ackerbürgerhaus        |
| Augustinern 11 (Karte)     | Wohnhaus               | Wohnhaus, zweite Hälfte des 18. Jahrhunderts                                              | 094 45993          | Baudenkmal     | Wohnhaus               |
| Augustinern 12 (Karte)     | Wohnhaus               | Wohnhaus, 1701 (i)                                                                        | 094 45994          | Baudenkmal     | Wohnhaus               |
| Augustinern 14 (Karte)     | Gasthof Goldener Anker | Gasthof um 1680, Seit 2024 nicht mehr als Baudenkmal, sondern als Denkmalbereich geführt. | 094 45996          | Denkmalbereich | Gasthof Goldener Anker |
| Augustinern 15 (Karte)     | Wohnhaus               | Wohnhaus, um 1680                                                                         | 094 45997          | Baudenkmal     | Wohnhaus               |
| Augustinern 16 (Karte)     | Wohnhaus               | Wohnhaus, um 1680                                                                         | 094 45998          | Baudenkmal     | Wohnhaus               |
| Augustinern 18 (Karte)     | Wohnhaus               | Wohnhaus, Mitte des 17. Jahrhunderts                                                      | 094 45999          | Baudenkmal     | Wohnhaus               |
| Augustinern 19 (Karte)     | Wohnhaus               | Wohnhaus, 1696                                                                            | 094 46000          | Baudenkmal     | Wohnhaus               |
| Augustinern 20 (Karte)     | Handwerkerhof          | ehemaliger Handwerkerhof, 1700                                                            | 094 46001          | Baudenkmal     | Handwerkerhof          |
| Augustinern 21 (Karte)     | Wohnhaus               | Wohnhaus, um 1780                                                                         | 094 46002          | Baudenkmal     | Wohnhaus               |
| Augustinern 22, 23 (Karte) | Wohnhaus               | Wohnhaus, 1696 (i), 1734 (i)                                                              | 094 46003          | Baudenkmal     | Wohnhaus               |
| Augustinern 25 (Karte)     | Wohnhaus               | Wohnhaus, 1696 (i)                                                                        | 094 46004          | Baudenkmal     | Wohnhaus               |
| Augustinern 32 (Karte)     | Wohnhaus               | Wohnhaus, um 1760                                                                         | 094 46005          | Baudenkmal     | Wohnhaus               |
| Augustinern 34 (Karte)     | Wohnhaus               | Wohnhaus, um 1680                                                                         | 094 46006          | Baudenkmal     | Wohnhaus               |
| Augustinern 35 (Karte)     | Wohnhaus               | Wohnhaus                                                                                  | 094 46007          | Baudenkmal     | Wohnhaus               |
| Augustinern 36 (Karte)     | Wohnhaus               | Wohnhaus, 1706 (i)                                                                        | 094 46008          | Baudenkmal     | Wohnhaus               |
| Augustinern 39 (Karte)     | Wohnhaus               | Wohnhaus, um 1700                                                                         | 094 46009          | Baudenkmal     | Wohnhaus               |
| Augustinern 46 (Karte)     | Wohnhaus               | Wohnhaus, um 1680                                                                         | 094 45866          | Baudenkmal     | Wohnhaus               |
| Augustinern 47 (Karte)     | Wohnhaus               | Wohnhaus, um 1820                                                                         | 094 46010          | Baudenkmal     | Wohnhaus               |
| Augustinern 49 (Karte)     | Wohnhaus               | Wohnhaus, um 1800                                                                         | 094 46012          | Baudenkmal     | Wohnhaus               |
| Augustinern 50 (Karte)     | Ackerbürgerhaus        | ehemaliges Ackerbürgerhaus, 1777 (i)                                                      | 094 46013          | Baudenkmal     | Ackerbürgerhaus        |
| Augustinern 53 (Karte)     | Wohnhaus               | Wohnhaus, um 1760                                                                         | 094 46014          | Baudenkmal     | Wohnhaus               |
| Augustinern 54 (Karte)     | Wohnhaus               | Wohnhaus, um 1700                                                                         | 094 46015          | Baudenkmal     | Wohnhaus               |
| Augustinern 55 (Karte)     | Handwerkerhof          | ehemaliger Handwerkerhof, 1670 (i)                                                        | 094 46630          | Baudenkmal     | Handwerkerhof          |
| Augustinern 65 (Karte)     | Wohnhaus               | Wohnhaus, 1718 (i)                                                                        | 094 46019          | Baudenkmal     | Wohnhaus               |
| Augustinern 67 (Karte)     | Wohnhaus               | Wohnhaus, um 1780                                                                         | 094 46021          | Baudenkmal     | Wohnhaus               |
| Augustinern 68 (Karte)     | Wohnhaus               | Wohnhaus, um 1680                                                                         | 094 45705          | Baudenkmal     | Wohnhaus               |
| Augustinern 70 (Karte)     | Wohnhaus               | Wohnhaus, 1732 (i)                                                                        | 094 46022          | Baudenkmal     | Wohnhaus               |
| Augustinern 75 (Karte)     | Wohnhaus               | Wohnhaus, um 1700                                                                         | 094 46023          | Baudenkmal     | Wohnhaus               |
| Augustinern 76 (Karte)     | Ackerbürgerhof         | ehemaliger Ackerbürgerhof, 1680                                                           | 094 46024          | Baudenkmal     | Ackerbürgerhof         |
| Augustinern 77 (Karte)     | Wohnhaus               | Wohnhaus, 1669                                                                            | 094 46025          | Baudenkmal     | Wohnhaus               |
| Augustinern 78 (Karte)     | Wohnhaus               | Wohnhaus, 1663 (i)                                                                        | 094 46026          | Baudenkmal     | Wohnhaus               |
| Augustinern 84, 85 (Karte) | Wohnhaus               | Wohnhaus, 1797 (i)                                                                        | 094 46029          | Baudenkmal     | Wohnhaus               |
| Augustinern 86 (Karte)     | Wohnhaus               | Wohnhaus, 1797 (i)                                                                        | 094 46030          | Baudenkmal     | Wohnhaus               |
| Augustinern 87 (Karte)     | Wohnhaus               | Wohnhaus, zweite Hälfte des 18. Jahrhunderts                                              | 094 46031          | Baudenkmal     | Wohnhaus               |
| Augustinern 87a (Karte)    | Wohnhaus               | Wohnhaus, zweite Hälfte des 19. Jahrhunderts                                              | 094 46032          | Baudenkmal     | Wohnhaus               |

### Badeborner Weg
| Lage                                                | Bezeichnung                   | Beschreibung | Erfassungs- nummer | Ausweisungsart               | Bild                          |
| --------------------------------------------------- | ----------------------------- | --- | ------------------ | ---------------------------- | ----------------------------- |
| Badeborner Weg 2 (Karte)                            | Schlachthof Quedlinburg       | ehemaliger Schlachthof, heute Einkaufsgebäude, vom Schlachthof sind nur einige Gebäude erhalten geblieben, 1896 | 094 45426          | Baudenkmal                   | Schlachthof Quedlinburg       |
| Badeborner Weg 4 (Karte)                            | Fabrik Badeborner Weg 4       | Zuckerfabrik, 1834                                                                                              | 094 46208          | Baudenkmal                   | Fabrik Badeborner Weg 4       |
| Badeborner Weg 11a - d (Karte)                      | Gebrüder Dippe AG Hof IV      | Vorwerk Gebrüder Dippe AG Hof IV, 19. Jahrhundert                                                               | 094 46294          | Baudenkmal                   | Gebrüder Dippe AG Hof IV      |
| Badeborner Weg 15 (Karte)                           | Zentralfriedhof               | Friedhof 1904                                                                                                   | 094 46246          | Baudenkmal                   | Zentralfriedhof               |
| Badeborner Weg, auf dem Zentralfriedhof Quedlinburg | Feierhalle                    | Feierhalle | 094 46246 001      | Teilobjekt eines Baudenkmals | Feierhalle                    |
| Badeborner Weg 16 (Karte)                           | Umspannwerk Badeborner Weg 16 | Umspannwerk, 1941                                                                                               | 094 46256          | Baudenkmal                   | Umspannwerk Badeborner Weg 16 |

### Bahnhofsplatz
| Lage                    | Bezeichnung         | Beschreibung                       | Erfassungs- nummer | Ausweisungsart | Bild           |
| ----------------------- | ------------------- | ---------------------------------- | ------------------ | -------------- | -------------- |
| Bahnhofsplatz 1 (Karte) | Bahnhof Quedlinburg | ab 1862 entstandene Bahnhofsanlage | 094 46286          | Baudenkmal     | Weitere Bilder |

### Bahnhofstraße
| Lage                                                                          | Bezeichnung                    | Beschreibung                                                                           | Erfassungs- nummer | Ausweisungsart               | Bild                           |
| ----------------------------------------------------------------------------- | ------------------------------ | -------------------------------------------------------------------------------------- | ------------------ | ---------------------------- | ------------------------------ |
| Bahnhofstraße 1, 1a, 2, 3, 4, 6, 6 a, 7, 8, 9, 10, 11, 12, 13, 14, 15 (Karte) | Straßenzug                     | Straßenzug mit diversen repräsentativen Villen sowie Wohn- und Geschäftshäusern        | 094 46378          | Denkmalbereich               | Straßenzug                     |
| Bahnhofstraße 1 (Karte)                                                       | Wohn- und Geschäftshaus        | Wohn- und Geschäftshaus, 1900                                                          | 094 46469          | Baudenkmal                   | Wohn- und Geschäftshaus        |
| Bahnhofstraße 1a (Karte)                                                      | Villa                          | Villa, 1895/1896                                                                       | 094 46470          | Baudenkmal                   | Villa                          |
| Bahnhofstraße 3 (Karte)                                                       | Villa                          | Villa, 1870                                                                            | 094 46471          | Baudenkmal                   | Villa                          |
| Bahnhofstraße 4 (Karte)                                                       | Wohnhaus                       | Wohnhaus, 1875                                                                         | 094 46472          | Baudenkmal                   | Wohnhaus                       |
| Bahnhofstraße 5 (Karte)                                                       | Wohnhaus                       | Wohnhaus, nach 1888                                                                    | 094 46473          | Baudenkmal                   | Wohnhaus                       |
| Bahnhofstraße 6 (Karte)                                                       | Wohnhaus                       | Wohnhaus, um 1870                                                                      | 094 46474          | Baudenkmal                   | Wohnhaus                       |
| Bahnhofstraße 7 (Karte)                                                       | Villa Bahnhofstraße 7          | Villa, 1890                                                                            | 094 46515          | Baudenkmal                   | Villa Bahnhofstraße 7          |
| Bahnhofstraße 7                                                               | Remise                         | Remise                                                                                 | 094 46515 001      | Teilobjekt eines Baudenkmals | Remise                         |
| Bahnhofstraße 7                                                               | Garage                         | Garage                                                                                 | 094 46515 002      | Teilobjekt eines Baudenkmals | Garage                         |
| Bahnhofstraße 8 (Karte)                                                       | Villa Bahnhofstraße 8          | Villa, 1874/1875                                                                       | 094 46011          | Baudenkmal                   | Villa Bahnhofstraße 8          |
| Bahnhofstraße 9 (Karte)                                                       | Wohnhaus                       | Wohnhaus, 1862                                                                         | 094 46501          | Baudenkmal                   | Wohnhaus                       |
| Bahnhofstraße 10 (Karte)                                                      | Villa                          | Villa, 1895/1896                                                                       | 094 46502          | Baudenkmal                   | Villa                          |
| Bahnhofstraße 11 (Karte)                                                      | Bankgebäude                    | Bankgebäude, um 1910                                                                   | 094 45573          | Baudenkmal                   | Bankgebäude                    |
| Bahnhofstraße 12 (Karte)                                                      | Pavillon                       | um 1900                                                                                | 094 45871          | Baudenkmal                   | Pavillon                       |
| Bahnhofstraße 13 (Karte)                                                      | Villa                          | Villa, 1875                                                                            | 094 45988          | Baudenkmal                   | Villa                          |
| Bahnhofstraße 14, Flur 37, Flurstück 2428 (Karte)                             | Druckhaus P. Geßler und Strauß | Druckhaus, spätwilhelminischer Industrie- und Gewerbebau, 2017 als Denkmal ausgewiesen | 107 15061          | Baudenkmal                   | Druckhaus P. Geßler und Strauß |
| Bahnhofstraße 15, An der SW-Seite der o.g. Straße/Ecke Turnstraße (Karte)     | Postamt                        | Postgebäude im Erdgeschoss, Wohneinheiten darüber, mit Erkerturm, 1887 bis 1889        | 094 46466          | Baudenkmal                   | Weitere Bilder                 |

### Ballstraße
| Lage                  | Bezeichnung     | Beschreibung | Erfassungs- nummer | Ausweisungsart | Bild            |
| --------------------- | --------------- | --- | ------------------ | -------------- | --------------- |
| Ballstraße 4 (Karte)  | Ackerbürgerhaus | ehemaliges Ackerbürgerhaus, 1701                                                                                               | 094 46033          | Baudenkmal     | Ackerbürgerhaus |
| Ballstraße 5 (Karte)  | Wohnhaus        | Wohnhaus, zweite Hälfte des 17. Jahrhunderts                                                                                   | 094 46034          | Baudenkmal     | Wohnhaus        |
| Ballstraße 6 (Karte)  | Wohnhaus        | Wohnhaus, um 1700 | 094 46035          | Baudenkmal     | Wohnhaus        |
| Ballstraße 8 (Karte)  | Wohnhaus        | Wohnhaus, um 1700 | 094 46036          | Baudenkmal     | Wohnhaus        |
| Ballstraße 9 (Karte)  | Wohnhaus        | Wohnhaus, um 1700 | 094 46037          | Baudenkmal     | Wohnhaus        |
| Ballstraße 10 (Karte) | Ackerbürgerhaus | ehemaliges Ackerbürgerhaus, 1695                                                                                               | 094 46038          | Baudenkmal     | Ackerbürgerhaus |
| Ballstraße 11 (Karte) | Ackerbürgerhaus | ehemaliges Ackerbürgerhaus, um 1700                                                                                            | 094 46039          | Baudenkmal     | Ackerbürgerhaus |
| Ballstraße 12 (Karte) | Wohnhaus        | Wohnhaus, 1697 | 094 46040          | Baudenkmal     | Wohnhaus        |
| Ballstraße 14 (Karte) | Ackerbürgerhaus | ehemaliges Ackerbürgerhaus, 1690                                                                                               | 094 46041          | Baudenkmal     | Ackerbürgerhaus |
| Ballstraße 17 (Karte) | Ackerbürgerhaus | ehemaliges Ackerbürgerhaus, 1705                                                                                               | 094 46042          | Baudenkmal     | Ackerbürgerhaus |
| Ballstraße 18 (Karte) | Wohnhaus        | Wohnhaus, 1675 | 094 46043          | Baudenkmal     | Wohnhaus        |
| Ballstraße 19 (Karte) | Wohnhaus        | Wohnhaus, um 1500 | 094 46044          | Baudenkmal     | Wohnhaus        |
| Ballstraße 20 (Karte) | Ackerbürgerhaus | ehemaliges Ackerbürgerhaus, 1669                                                                                               | 094 46045          | Baudenkmal     | Ackerbürgerhaus |
| Ballstraße 22 (Karte) | Ackerbürgerhof  | ehemaliger Ackerbürgerhof, heute vom DRK Kreisverband Quedlinburg/Halberstadt e.V. genutzt, Rettungswache auf dem Hof, um 1780 | 094 46046          | Baudenkmal     | Ackerbürgerhof  |
| Ballstraße 23 (Karte) | Wohnhaus        | Wohnhaus, um 1760 | 094 46047          | Baudenkmal     | Wohnhaus        |
| Ballstraße 24 (Karte) | Wohnhaus        | Wohnhaus, um 1680 | 094 46048          | Baudenkmal     | Wohnhaus        |
| Ballstraße 27 (Karte) | Wohnhaus        | Wohnhaus, um 1700 | 094 46049          | Baudenkmal     | Wohnhaus        |
| Ballstraße 28 (Karte) | Ackerbürgerhaus | ehemaliges Ackerbürgerhaus, um 1780                                                                                            | 094 46050          | Baudenkmal     | Ackerbürgerhaus |
| Ballstraße 29 (Karte) | Ackerbürgerhaus | ehemaliges Ackerbürgerhaus, um 1680                                                                                            | 094 46051          | Baudenkmal     | Ackerbürgerhaus |
| Ballstraße 30 (Karte) | Wohnhaus        | Wohnhaus, um 1760 | 094 46052          | Baudenkmal     | Wohnhaus        |
| Ballstraße 31 (Karte) | Wohnhaus        | Wohnhaus, um 1820 | 094 46053          | Baudenkmal     | Wohnhaus        |
| Ballstraße 34 (Karte) | Wohnhaus        | Wohnhaus, 1701 | 094 46054          | Baudenkmal     | Wohnhaus        |
| Ballstraße 36 (Karte) | Wohnhaus        | Wohnhaus, 1679 | 094 46055          | Baudenkmal     | Wohnhaus        |
| Ballstraße 47 (Karte) | Wohnhaus        | Wohnhaus, 1697 | 094 46591          | Baudenkmal     | Wohnhaus        |
| Ballstraße 48 (Karte) | Wohnhaus        | Wohnhaus, 1700 | 094 46056          | Baudenkmal     | Wohnhaus        |
| Ballstraße 52 (Karte) | Wohnhaus        | Wohnhaus | 094 21179          | Baudenkmal     | Wohnhaus        |
| Ballstraße 54 (Karte) | Wohnhaus        | Wohnhaus, 1673 | 094 46058          | Baudenkmal     | Wohnhaus        |

### Bergstraße
| Lage                                                                         | Bezeichnung | Beschreibung        | Erfassungs- nummer | Ausweisungsart | Bild     |
| ---------------------------------------------------------------------------- | ----------- | ------------------- | ------------------ | -------------- | -------- |
| Bergstraße 13 (Karte)                                                        | Wohnhaus    | Wohnhaus            | 094 46480          | Baudenkmal     | Wohnhaus |
| Bergstraße 19, an der Ostseite der o. g. Straße, nahe ihrem Süd-Ende (Karte) | Kurhaus     | Kurhaus             | 094 46643          | Baudenkmal     | Kurhaus  |
| Bergstraße 36 (Karte)                                                        | Wohnhaus    | Wohnhaus, 1907/1908 | 094 46258          | Baudenkmal     | Wohnhaus |

### Billungstraße
| Lage | Bezeichnung   | Beschreibung                                                | Erfassungs- nummer | Ausweisungsart | Bild           |
| --- | ------------- | ----------------------------------------------------------- | ------------------ | -------------- | -------------- |
| Billungstraße 1, 2, 3, 4, 5, 6, 7, 8, 9, 10, Brühlstraße 1, 2, 3, 4, 5, 6, 7, 8, 9, 10, Kaiser-Otto-Straße 5 (Karte) | Villenkolonie | Straßenzug mit Villenbebauung, ab Ende des 19. Jahrhunderts | 094 46628          | Denkmalbereich | Villenkolonie  |
| Billungstraße 1 (Karte)                                                                                              | Villa         | Villa, 1897                                                 | 094 46379          | Baudenkmal     | Villa          |
| Billungstraße 2 (Karte)                                                                                              | Villa         | Villa, 1897                                                 | 094 46380          | Baudenkmal     | Weitere Bilder |
| Billungstraße 3 (Karte)                                                                                              | Villa         | Villa, 1907                                                 | 094 46381          | Baudenkmal     | Weitere Bilder |
| Billungstraße 5 (Karte)                                                                                              | Villa         | Villa, 1907                                                 | 094 46382          | Baudenkmal     | Weitere Bilder |
| Billungstraße 9 (Karte)                                                                                              | Villa         | Villa, 1908                                                 | 094 46383          | Baudenkmal     | Weitere Bilder |
| Billungstraße 10 (Karte)                                                                                             | Villa         | Villa, 1926                                                 | 094 46384          | Baudenkmal     | Weitere Bilder |

### Blankenburger Straße
| Lage                            | Bezeichnung | Beschreibung | Erfassungs- nummer | Ausweisungsart | Bild  |
| ------------------------------- | ----------- | ------------ | ------------------ | -------------- | ----- |
| Blankenburger Straße 15 (Karte) | Villa       | Villa, 1947  | 094 45957          | Baudenkmal     | Villa |

### Blasiistraße
| Lage                                       | Bezeichnung        | Beschreibung                                                                             | Erfassungs- nummer | Ausweisungsart | Bild               |
| ------------------------------------------ | ------------------ | ---------------------------------------------------------------------------------------- | ------------------ | -------------- | ------------------ |
| Blasiistraße, vor der Blasiikirche (Karte) | Brunnen            |                                                                                          | 094 45536          | Baudenkmal     | Brunnen            |
| Blasiistraße (Karte)                       | Kirche             | Kirchengebäude, heute Profanbau, Ersterwähnung im Jahr 1222                              | 094 45522          | Baudenkmal     | Kirche             |
| Blasiistraße 1 (Karte)                     | Kaufmannshof       | Kaufmannshof, 1755                                                                       | 094 45637          | Baudenkmal     | Kaufmannshof       |
| Blasiistraße 2 (Karte)                     | Wohnhaus           | Wohnhaus, 1630                                                                           | 094 45523          | Baudenkmal     | Wohnhaus           |
| Blasiistraße 2a, 3 (Karte)                 | Wohnhaus           | Wohnhaus, 1653                                                                           | 094 46308          | Baudenkmal     | Wohnhaus           |
| Blasiistraße 4 (Karte)                     | Wohnhaus           | Wohnhaus, um 1500                                                                        | 094 46306          | Baudenkmal     | Wohnhaus           |
| Blasiistraße 5 (Karte)                     | Wohnhaus           | Wohn- und Geschäftshaus, erstes Viertel des 16. Jahrhunderts                             | 094 46309          | Baudenkmal     | Wohnhaus           |
| Blasiistraße 6 (Karte)                     | Bürgerhof          | Bürgerhof, Anfang 16. Jahrhundert                                                        | 094 46310          | Baudenkmal     | Bürgerhof          |
| Blasiistraße 7 (Karte)                     | Kaufmannshof       | Kaufmannshof, 19. Jahrhundert                                                            | 094 45524          | Baudenkmal     | Kaufmannshof       |
| Blasiistraße 8 (Karte)                     | Kaufmannshof       | Kaufmannshof, 16. Jahrhundert                                                            | 094 46311          | Baudenkmal     | Kaufmannshof       |
| Blasiistraße 9 (Karte)                     | Wohnhaus           | Wohnhaus, 1674                                                                           | 094 45525          | Baudenkmal     | Wohnhaus           |
| Blasiistraße 10 (Karte)                    | Kaufmannshof       | Kaufmannshof, 1730                                                                       | 094 45526          | Baudenkmal     | Kaufmannshof       |
| Blasiistraße 11 (Karte)                    | Kaufmannshof       | Kaufmannshof, um 1710                                                                    | 094 45527          | Baudenkmal     | Kaufmannshof       |
| Blasiistraße 12 (Karte)                    | Wohnhaus           | Wohnhaus, um 1750                                                                        | 094 46307          | Baudenkmal     | Wohnhaus           |
| Blasiistraße 14 (Karte)                    | Brauerei           | Brauereigebäude, 1876                                                                    | 094 45528          | Baudenkmal     | Brauerei           |
| Blasiistraße 16 (Karte)                    | Wohnhaus           | Wohn- und Geschäftshaus, um 1780                                                         | 094 45529          | Baudenkmal     | Wohnhaus           |
| Blasiistraße 17 (Karte)                    | Gutshof            | Freihof, 18. Jahrhundert                                                                 | 094 46385          | Baudenkmal     | Gutshof            |
| Blasiistraße 20 (Karte)                    | Wirtschaftsgebäude | Bürgerhof, 18. Jahrhundert                                                               | 094 46386          | Baudenkmal     | Wirtschaftsgebäude |
| Blasiistraße 21 (Karte)                    | Wohnhaus           | Wohn- und Geschäftshaus, Sitz des Quedlinburger Kunst-Auktionshauses Breitschuh, um 1570 | 094 45530          | Baudenkmal     | Wohnhaus           |
| Blasiistraße 23 (Karte)                    | Pfarrhaus          | Pfarrhaus, 1911                                                                          | 094 45532          | Baudenkmal     | Pfarrhaus          |
| Blasiistraße 27 (Karte)                    | Wohnhaus           | Wohnhaus, zweite Hälfte des 17. Jahrhunderts                                             | 094 45534          | Baudenkmal     | Wohnhaus           |
| Blasiistraße 28 (Karte)                    | Bürgerhof          | Bürgerhof, 1689                                                                          | 094 45535          | Baudenkmal     | Bürgerhof          |

### Bockstraße
| Lage                           | Bezeichnung                  | Beschreibung                                                | Erfassungs- nummer | Ausweisungsart | Bild                         |
| ------------------------------ | ---------------------------- | ----------------------------------------------------------- | ------------------ | -------------- | ---------------------------- |
| Bockstraße 4 (Karte)           | Wohnhaus                     | Wohnhaus, um 1650                                           | 094 45537          | Baudenkmal     | Wohnhaus                     |
| Bockstraße 5 (Karte)           | Adelshof                     | ab 1660 entstandenes Ensemble aus Fachwerkhäusern, Adelshof | 094 45538          | Baudenkmal     | Adelshof                     |
| Bockstraße 6, Klink 11 (Karte) | Edelhof, Hagensches Freihaus | 1564–1566entstandenes Renaissanceschloss,                   | 094 45539          | Baudenkmal     | Edelhof, Hagensches Freihaus |
| Bockstraße 7 (Karte)           | Wohnhaus                     | Wohnhaus, um 1680                                           | 094 45540          | Baudenkmal     | Wohnhaus                     |
| Bockstraße 8 (Karte)           | Wohnhaus                     | Wohnhaus, 16. Jahrhundert                                   | 094 45541          | Baudenkmal     | Wohnhaus                     |
| Bockstraße 9 (Karte)           | Wohnhaus                     | Wohnhaus, um 1800                                           | 094 45542          | Baudenkmal     | Wohnhaus                     |
| Bockstraße 11 (Karte)          | Kaufmannshof                 | Kaufmannshof, 1662                                          | 094 45543          | Baudenkmal     | Kaufmannshof                 |
| Bockstraße 12 (Karte)          | Kaufmannshof                 | Kaufmannshof, um 1650                                       | 094 45544          | Baudenkmal     | Kaufmannshof                 |
| Bockstraße 14 (Karte)          | Pfarrhaus                    | Pfarrhaus, 1878/79                                          | 094 46018          | Baudenkmal     | Pfarrhaus                    |

### Bornholzweg
| Lage                   | Bezeichnung | Beschreibung   | Erfassungs- nummer | Ausweisungsart | Bild     |
| ---------------------- | ----------- | -------------- | ------------------ | -------------- | -------- |
| Bornholzweg 34 (Karte) | Wohnhaus    | Wohnhaus, 1928 | 094 45531          | Baudenkmal     | Wohnhaus |

### Bornstraße
| Lage                 | Bezeichnung    | Beschreibung                       | Erfassungs- nummer | Ausweisungsart | Bild           |
| -------------------- | -------------- | ---------------------------------- | ------------------ | -------------- | -------------- |
| Bornstraße 5 (Karte) | Handwerkerhaus | ehemaliges Handwerkerhaus, um 1700 | 094 46273          | Baudenkmal     | Handwerkerhaus |
| Bornstraße 6 (Karte) | Handwerkerhaus | ehemaliges Handwerkerhaus, um 1720 | 094 46350          | Baudenkmal     | Handwerkerhaus |

### Bossestraße
| Lage | Bezeichnung            | Beschreibung                          | Erfassungs- nummer | Ausweisungsart | Bild                   |
| --- | ---------------------- | ------------------------------------- | ------------------ | -------------- | ---------------------- |
| Bossestraße 1 (Karte)                                                                                   | Wohnhaus               | Wohnhaus, 1909                        | 094 46387          | Baudenkmal     | Wohnhaus               |
| Bossestraße 3, an der N-Seite der Bossestraße und des Bosseplatzes (Karte)                              | Schule                 | Berufsschule, 1906/1908               | 094 46303          | Baudenkmal     | Schule                 |
| Bossestraße 6, An der N-Seite der o.g. Straße in der Ecklage zur Sackgasse Am Heiligen Brunnen. (Karte) | Wohnhaus               | Wohnhaus, 1909                        | 094 46292          | Baudenkmal     | Wohnhaus               |
| Bossestraße 7 (Karte)                                                                                   | Wohnhaus               | Wohnhaus, um 1910                     | 094 46388          | Baudenkmal     | Wohnhaus               |
| Bossestraße 8 (Karte)                                                                                   | Wohnhaus Bossestraße 8 | Wohnhaus 2021 als Denkmal eingetragen | 094 18798          | Baudenkmal     | Wohnhaus Bossestraße 8 |
| Bossestraße 9 (Karte)                                                                                   | Wohnhaus               | Wohnhaus, um 1910                     | 094 46389          | Baudenkmal     | Wohnhaus               |
| Bossestraße 22 (Karte)                                                                                  | Wohnhaus               | Wohnhaus, 1911/1912                   | 094 45720          | Baudenkmal     | Wohnhaus               |

### Brandgasse
| Lage                 | Bezeichnung | Beschreibung | Erfassungs- nummer | Ausweisungsart | Bild     |
| -------------------- | ----------- | --- | ------------------ | -------------- | -------- |
| Brandgasse 2 (Karte) | Wohnhaus    | Das Haus wurde um 1690 erbaut. Es ist ein Fachwerkhaus in der nur 1,5 Meter breiten Brandgasse.                                    | 094 45872          | Baudenkmal     | Wohnhaus |
| Brandgasse 3 (Karte) | Wohnhaus    | Das Haus wurde 1707 erbaut. Es ist ebenso wie das Haus Brandgasse 2 ein Fachwerkhaus in der nur etwa 1,5 Meter breiten Brandgasse. | 094 45873          | Baudenkmal     | Wohnhaus |

### Brechtstraße
| Lage                    | Bezeichnung | Beschreibung         | Erfassungs- nummer | Ausweisungsart | Bild       |
| ----------------------- | ----------- | -------------------- | ------------------ | -------------- | ---------- |
| Brechtstraße 1a (Karte) | Gaststätte  | Gaststätte, vor 1850 | 094 46391          | Baudenkmal     | Gaststätte |
| Brechtstraße 2 (Karte)  | Villa       | Villa, 1908          | 094 46390          | Baudenkmal     | Villa      |
| Brechtstraße 3 (Karte)  | Wohnhaus    | Wohnhaus, 1909       | 094 46392          | Baudenkmal     | Wohnhaus   |
| Brechtstraße 4 (Karte)  | Wohnhaus    | Wohnhaus, 1909       | 094 46393          | Baudenkmal     | Wohnhaus   |
| Brechtstraße 7 (Karte)  | Villa       | Villa, um 1915       | 094 46615          | Baudenkmal     | Villa      |

### Breite Straße
| Lage                     | Bezeichnung             | Beschreibung | Erfassungs- nummer | Ausweisungsart | Bild                    |
| ------------------------ | ----------------------- | --- | ------------------ | -------------- | ----------------------- |
| Breite Straße 1 (Karte)  | Wohnhaus                | Wohnhaus, um 1600 | 094 46574          | Baudenkmal     | Wohnhaus                |
| Breite Straße 6 (Karte)  | Wohnhaus                | Wohnhaus, Mitte des 16. Jahrhunderts | 094 45547          | Baudenkmal     | Wohnhaus                |
| Breite Straße 7 (Karte)  | Wohnhaus                | Wohnhaus, 1686 | 094 45548          | Baudenkmal     | Weitere Bilder          |
| Breite Straße 8 (Karte)  | Wohnhaus                | Wohnhaus, um 1700 | 094 45549          | Baudenkmal     | Wohnhaus                |
| Breite Straße 10 (Karte) | Wohnhaus                | Wohnhaus, Mitte des 16. Jahrhunderts | 094 45550          | Baudenkmal     | Wohnhaus                |
| Breite Straße 12 (Karte) | Wohnhaus                | Wohnhaus von 1330, ursprünglich Haus-Nrn. 11 (um 1960 abgebrochen) + 12 + 13 ein Gebäude, gesichert 2005, Sanierung mit Neubau 2012                          | 094 45551          | Baudenkmal     | Wohnhaus                |
| Breite Straße 13 (Karte) | Wohnhaus                | Wohnhaus von 1330 mit Fachwerkhaus mit Gewölbekeller, Sandstein-Fenstergewänden und rußgeschwärzten Balken, Sanierung 2006/2007, heute ca. 120 m² Wohnfläche | 094 45552          | Baudenkmal     | Wohnhaus                |
| Breite Straße 14 (Karte) | Wohnhaus                | Wohnhaus, 1668 | 094 45553          | Baudenkmal     | Wohnhaus                |
| Breite Straße 15 (Karte) | Kaufmannshof            | Kaufmannshof, 1665 | 094 45554          | Baudenkmal     | Kaufmannshof            |
| Breite Straße 16 (Karte) | Wohn- und Geschäftshaus | Wohn- und Geschäftshaus, um 1900 | 094 45555          | Baudenkmal     | Wohn- und Geschäftshaus |
| Breite Straße 17 (Karte) | Wohnhaus                | Wohnhaus, 1687 | 094 45556          | Baudenkmal     | Wohnhaus                |
| Breite Straße 18 (Karte) | Wohnhaus                | Wohnhaus, frühgotisch | 094 45557          | Baudenkmal     | Wohnhaus                |
| Breite Straße 32 (Karte) | Kaufmannshof            | Kaufmannshof, 1562 | 094 45559          | Baudenkmal     | Kaufmannshof            |
| Breite Straße 33 (Karte) | Wohnhaus                | Wohnhaus, Ende des 15. Jahrhunderts | 094 45560          | Baudenkmal     | Wohnhaus                |
| Breite Straße 34 (Karte) | Kaufmannshof            | Kaufmannshof, um 1660 | 094 45561          | Baudenkmal     | Kaufmannshof            |
| Breite Straße 35 (Karte) | Kaufmannshof            | Kaufmannshof, 1668 | 094 45562          | Baudenkmal     | Kaufmannshof            |
| Breite Straße 37 (Karte) | Kaufmannshof            | Kaufmannshof, um 1760 | 094 45563          | Baudenkmal     | Kaufmannshof            |
| Breite Straße 39 (Karte) | Kaufmannshof            | Kaufmannshof, 1612 | 094 45564          | Baudenkmal     | Weitere Bilder          |
| Breite Straße 40 (Karte) | Kaufmannshof            | Kaufmannshof, um 1550 | 094 45565          | Baudenkmal     | Kaufmannshof            |
| Breite Straße 41 (Karte) | Kaufmannshof            | Kaufmannshof, 1551 | 094 45566          | Baudenkmal     | Kaufmannshof            |
| Breite Straße 42 (Karte) | Wohnhaus                | Wohn- und Geschäftshaus, um 1550 | 094 45567          | Baudenkmal     | Wohnhaus                |
| Breite Straße 43 (Karte) | Kaufmannshof            | Kaufmannshof, zweite Hälfte des 18. Jahrhunderts | 094 46619          | Baudenkmal     | Kaufmannshof            |
| Breite Straße 44 (Karte) | Kaufmannshof            | Kaufmannshof, 1710 | 094 45568          | Baudenkmal     | Kaufmannshof            |
| Breite Straße 45 (Karte) | Kaufmannshof            | Kaufmannshof, um 1560 | 094 45569          | Baudenkmal     | Kaufmannshof            |
| Breite Straße 46 (Karte) | Wohnhaus                | Wohnhaus, 18. Jahrhundert | 094 46530          | Baudenkmal     | Wohnhaus                |
| Breite Straße 47 (Karte) | Wohn- und Geschäftshaus | Wohn- und Geschäftshaus, erste Hälfte des 19. Jahrhunderts                                                                                                   | 094 46534          | Baudenkmal     | Wohn- und Geschäftshaus |
| Breite Straße 48 (Karte) | Wohn- und Geschäftshaus | Wohn- und Geschäftshaus, um 1780 | 094 45570          | Baudenkmal     | Wohn- und Geschäftshaus |
| Breite Straße 49 (Karte) | Wohnhaus                | Wohnhaus, um 1530 | 094 45571          | Baudenkmal     | Wohnhaus                |
| Breite Straße 50 (Karte) | Wohn- und Geschäftshaus | Wohn- und Geschäftshaus, 1893 | 094 46317          | Baudenkmal     | Wohn- und Geschäftshaus |
| Breite Straße 53 (Karte) | Kaufmannshaus           | Kaufmannshaus, 1560 | 094 45947          | Baudenkmal     | Weitere Bilder          |

### Breitscheidstraße
| Lage                                         | Bezeichnung  | Beschreibung          | Erfassungs- nummer | Ausweisungsart | Bild         |
| -------------------------------------------- | ------------ | --------------------- | ------------------ | -------------- | ------------ |
| Breitscheidstraße 22, 24, 26, 28, 30 (Karte) | Häusergruppe | Häusergruppe, um 1930 | 094 46616          | Denkmalbereich | Häusergruppe |
| Breitscheidstraße 23 (Karte)                 | Wohnhaus     | Siedlungshaus, 1934   | 094 45931          | Baudenkmal     | Wohnhaus     |
| Breitscheidstraße 28 (Karte)                 | Wohnhaus     | Siedlungshaus, 1930   | 094 46426          | Baudenkmal     | Wohnhaus     |
| Breitscheidstraße 30 (Karte)                 | Wohnhaus     | Siedlungshaus, 1930   | 094 46016          | Baudenkmal     | Wohnhaus     |

### Brühlchaussee
| Lage                  | Bezeichnung | Beschreibung                                                  | Erfassungs- nummer | Ausweisungsart | Bild |
| --------------------- | ----------- | ------------------------------------------------------------- | ------------------ | -------------- | ---- |
| Brühlchaussee (Karte) | Park        | Brühlpark, urkundliche Ersterwähnung des Gebiets im Jahr 1179 | 094 46433          | Baudenkmal     | Park |

### Brühlstraße
| Lage                  | Bezeichnung | Beschreibung     | Erfassungs- nummer | Ausweisungsart | Bild   |
| --------------------- | ----------- | ---------------- | ------------------ | -------------- | ------ |
| Brühlstraße (Karte)   | Garten      | Abteigarten      | 094 46297          | Baudenkmal     | Garten |
| Brühlstraße (Karte)   | Graben      | Holländer-Graben | 094 46432          | Baudenkmal     | Graben |
| Brühlstraße 1 (Karte) | Villa       | Villa, 1901      | 094 46576          | Baudenkmal     | Villa  |
| Brühlstraße 2 (Karte) | Villa       | Villa, 1899      | 094 46577          | Baudenkmal     | Villa  |
| Brühlstraße 3 (Karte) | Villa       | Villa, 1896      | 094 46578          | Baudenkmal     | Villa  |
| Brühlstraße 4 (Karte) | Villa       | Villa, 1897      | 094 46579          | Baudenkmal     | Villa  |
| Brühlstraße 5 (Karte) | Villa       | Villa, um 1910   | 094 46580          | Baudenkmal     | Villa  |
| Brühlstraße 8 (Karte) | Villa       | Villa, 1897      | 094 46581          | Baudenkmal     | Villa  |
| Brühlstraße 9 (Karte) | Villa       | Villa, 1897      | 094 46582          | Baudenkmal     | Villa  |

### Bundesstraße 79
| Lage                                                                                  | Bezeichnung  | Beschreibung       | Erfassungs- nummer | Ausweisungsart | Bild         |
| ------------------------------------------------------------------------------------- | ------------ | ------------------ | ------------------ | -------------- | ------------ |
| an der Bundesstraße 79 von Quedlinburg nach Münchenhof am rechten Straßenrand (Karte) | Distanzstein | Wegweiser, um 1900 | 094 46395          | Baudenkmal     | Distanzstein |

### Carl-Ritter-Straße
| Lage                              | Bezeichnung             | Beschreibung | Erfassungs- nummer | Ausweisungsart | Bild                    |
| --------------------------------- | ----------------------- | --- | ------------------ | -------------- | ----------------------- |
| Carl-Ritter-Straße 1 (Karte)      | Vorwerk                 | Wolnrabescher Freihof, ehemaliges Vorwerk, ab 1795                                                                                                  | 094 45574          | Baudenkmal     | Vorwerk                 |
| Carl-Ritter-Straße 14 (Karte)     | Wohn- und Geschäftshaus | Wohn- und Geschäftshaus, um 1900 bis 1905 | 094 46396          | Baudenkmal     | Wohn- und Geschäftshaus |
| Carl-Ritter-Straße 15 (Karte)     | Wohn- und Geschäftshaus | ehemaliger Bürgerhof aus der ersten Hälfte des 18. Jahrhunderts, 1. Hälfte 18. Jahrhundert                                                          | 094 46585          | Baudenkmal     | Wohn- und Geschäftshaus |
| Carl-Ritter-Straße 16 (Karte)     | Kaufmannshof            | ehemaliger Kaufmannshof, heute Gemeindehaus des evangelischen Kirchspiels Quedlinburg, Sozial- und Diakonieeinrichtung verschiedener Verbände, 1668 | 094 45575          | Baudenkmal     | Kaufmannshof            |
| Carl-Ritter-Straße 17, 18 (Karte) | Ackerbürgerhof          | ehemaliger Bürgerhof, 1686 | 094 45576          | Baudenkmal     | Ackerbürgerhof          |

### Damm
| Lage             | Bezeichnung | Beschreibung      | Erfassungs- nummer | Ausweisungsart | Bild     |
| ---------------- | ----------- | ----------------- | ------------------ | -------------- | -------- |
| Damm 2 (Karte)   | Wohnhaus    | Wohnhaus, 1721    | 094 46060          | Baudenkmal     | Wohnhaus |
| Damm 3 (Karte)   | Wohnhaus    | Wohnhaus, 1721    | 094 46061          | Baudenkmal     | Wohnhaus |
| Damm 12 (Karte)  | Wohnhaus    | Wohnhaus, 1711    | 094 46063          | Baudenkmal     | Wohnhaus |
| Damm 14 (Karte)  | Wohnhaus    | Wohnhaus, um 1720 | 094 46064          | Baudenkmal     | Wohnhaus |
| Damm 15a (Karte) | Wohnhaus    | Wohnhaus, 1894    | 094 46315          | Baudenkmal     | Wohnhaus |
| Damm 15b (Karte) | Wohnhaus    | Wohnhaus, 1894    | 094 46059          | Baudenkmal     | Wohnhaus |
| Damm 16 (Karte)  | Wohnhaus    | Wohnhaus, 1688    | 094 46316          | Baudenkmal     | Wohnhaus |
| Damm 18 (Karte)  | Wohnhaus    | Wohnhaus, um 1740 | 094 46065          | Baudenkmal     | Wohnhaus |
| Damm 19 (Karte)  | Wohnhaus    | Wohnhaus, um 1780 | 094 46066          | Baudenkmal     | Wohnhaus |
| Damm 20 (Karte)  | Wohnhaus    | Wohnhaus, um 1740 | 094 46067          | Baudenkmal     | Wohnhaus |
| Damm 21 (Karte)  | Wohnhaus    | Wohnhaus, um 1740 | 094 46068          | Baudenkmal     | Wohnhaus |
| Damm 22 (Karte)  | Wohnhaus    | Wohnhaus, um 1740 | 094 46069          | Baudenkmal     | Wohnhaus |

### Ditfurter Weg
| Lage                                                                            | Bezeichnung | Beschreibung      | Erfassungs- nummer | Ausweisungsart | Bild        |
| ------------------------------------------------------------------------------- | ----------- | ----------------- | ------------------ | -------------- | ----------- |
| Ditfurter Weg 11, 13 (Karte)                                                    | Wohnhaus    | Wohnhaus, um 1900 | 094 45844          | Baudenkmal     | Wohnhaus    |
| Ditfurter Weg 24, nord-östl. Stadtrand, zwischen Ditfurter Weg und Bode (Karte) | Krankenhaus | Krankenhaus, 1905 | 094 45585          | Baudenkmal     | Krankenhaus |

### Donndorfstraße
| Lage                     | Bezeichnung | Beschreibung          | Erfassungs- nummer | Ausweisungsart | Bild   |
| ------------------------ | ----------- | --------------------- | ------------------ | -------------- | ------ |
| Donndorfstraße (Karte)   | Brücke      | Kleersbrücke, um 1920 | 094 46397          | Baudenkmal     | Brücke |
| Donndorfstraße 1 (Karte) | Villa       | Villa, um 1890        |                    | Baudenkmal     | Villa  |

### Dovestraße
| Lage                 | Bezeichnung | Beschreibung      | Erfassungs- nummer | Ausweisungsart | Bild     |
| -------------------- | ----------- | ----------------- | ------------------ | -------------- | -------- |
| Dovestraße 5 (Karte) | Wohnhaus    | Wohnhaus, um 1680 | 094 45578          | Baudenkmal     | Wohnhaus |

### Essiggasse
| Lage                 | Bezeichnung        | Beschreibung       | Erfassungs- nummer | Ausweisungsart | Bild               |
| -------------------- | ------------------ | ------------------ | ------------------ | -------------- | ------------------ |
| Essiggasse 2 (Karte) | Wirtschaftsgebäude | Wirtschaftsgebäude | 094 45579          | Baudenkmal     | Wirtschaftsgebäude |

### Finkenherd
| Lage                  | Bezeichnung                           | Beschreibung               | Erfassungs- nummer | Ausweisungsart            | Bild                                  |
| --------------------- | ------------------------------------- | -------------------------- | ------------------ | ------------------------- | ------------------------------------- |
| Finkenherd 1 (Karte)  | Wohnhaus                              | Wohnhaus, Galerie, um 1500 | 094 45874          | Baudenkmal                | Wohnhaus                              |
| Finkenherd 2 (Karte)  | Wohnhaus                              | Wohnhaus, um 1540          | 094 45875          | Baudenkmal                | Wohnhaus                              |
| Finkenherd 3 (Karte)  | Wohnhaus                              | Wohnhaus, um 1780          | 094 45876          | Baudenkmal                | Weitere Bilder                        |
| Finkenherd 4 (Karte)  | Wohnhaus                              | Wohnhaus, um 1780          | 094 45877          | Baudenkmal                | Wohnhaus                              |
| Finkenherd 5 (Karte)  | Wohnhaus                              | Wohnhaus, um 1640          | 094 45878          | Baudenkmal                | Wohnhaus                              |
| Finkenherd 5a (Karte) | Sammlung der Lyonel-Feininger-Galerie | Sammlung, 1986             | 094 21194          | bewegliches Kulturdenkmal | Sammlung der Lyonel-Feininger-Galerie |
| Finkenherd 6 (Karte)  | Wohnhaus                              | Wohnhaus, um 1780          | 094 45879          | Baudenkmal                | Wohnhaus                              |
| Finkenherd 8 (Karte)  | Wohnhaus                              | Wohnhaus, um 1500          | 094 45880          | Baudenkmal                | Wohnhaus                              |

### Frachtstraße
| Lage                                                 | Bezeichnung       | Beschreibung            | Erfassungs- nummer | Ausweisungsart | Bild              |
| ---------------------------------------------------- | ----------------- | ----------------------- | ------------------ | -------------- | ----------------- |
| Frachtstraße 1, 2, 8 (Karte)                         | Häusergruppe      | Häusergruppe, 1904      | 094 46175          | Baudenkmal     | Häusergruppe      |
| Frachtstraße 1a, entlang der Bahnhofsanlagen (Karte) | Elektrizitätswerk | Elektrizitätswerk, 1902 | 094 45425          | Baudenkmal     | Elektrizitätswerk |

### Freiherr-vom-Stein-Straße
| Lage | Bezeichnung | Beschreibung                                         | Erfassungs- nummer | Ausweisungsart | Bild       |
| --- | ----------- | ---------------------------------------------------- | ------------------ | -------------- | ---------- |
| Freiherr-vom-Stein-Straße 1 Wallstraße 1, 2, 3, 4, 5, 6, 7, 8, 9, 9a, 10, 10a, 11/11a, 12, 13, 14, 15, 16, 17, 18, 19, 20, 21, 22, 23, 24, 25, 26, 27, 28, 29, 30, 31, 32, 33, 34, 35, 36, 37, 38, 39, 40, 41, 42, 43 (Karte) | Straßenzug  | Ende des 19. bis erstes Viertel des 20. Jahrhunderts | 094 46543          | Denkmalbereich | Straßenzug |
| Freiherr-vom-Stein-Straße 3, 5 (Karte) | Wohnhaus    | Wohnhaus, Anfang des 20. Jahrhunderts                | 094 46467          | Baudenkmal     | Wohnhaus   |

### Friedrich-Ebert-Platz
| Lage                          | Bezeichnung          | Beschreibung                                   | Erfassungs- nummer | Ausweisungsart | Bild                 |
| ----------------------------- | -------------------- | ---------------------------------------------- | ------------------ | -------------- | -------------------- |
| Friedrich-Ebert-Platz (Karte) | Friedrich-Ebert-Park | Parkanlage, zweite Hälfte des 19. Jahrhunderts | 094 45983          | Baudenkmal     | Friedrich-Ebert-Park |

### Gernröder Weg
| Lage | Bezeichnung                                 | Beschreibung                                                           | Erfassungs- nummer | Ausweisungsart | Bild                                        |
| --- | ------------------------------------------- | ---------------------------------------------------------------------- | ------------------ | -------------- | ------------------------------------------- |
| Gernröder Weg (Karte) | Distanzstein                                | Distanzstein, um 1835                                                  | 094 46476          | Baudenkmal     | Distanzstein                                |
| Gernröder Weg 3, An der O-Seite der o.g. Straße stadtauswärts vor dem Bahnübergang, zwischen Bahnkörper und Rambergweg (Karte) | Fabrik, Glasmalereianstalt Ferdinand Müller | Glaserei, Gebäude 2010–2011 teilweise als Wohnhaus umgebaut, 1899/1900 | 094 45424          | Baudenkmal     | Fabrik, Glasmalereianstalt Ferdinand Müller |
| Gernröder Weg 4, 4a (Karte) | Wirtschaftshof, Moorhof                     | Ende des 19. Jahrhunderts                                              | 094 46603          | Baudenkmal     | Wirtschaftshof, Moorhof                     |
| Gernröder Weg 5a (Karte) | Villa                                       | um 1905                                                                | 094 46477          | Baudenkmal     | Villa                                       |
| Gernröder Weg 9 (Karte) | Wirtschaftshof                              | 18. Jahrhundert                                                        | 094 45679          | Baudenkmal     | Wirtschaftshof                              |

### Gildschaft
| Lage                      | Bezeichnung | Beschreibung      | Erfassungs- nummer | Ausweisungsart | Bild     |
| ------------------------- | ----------- | ----------------- | ------------------ | -------------- | -------- |
| Gildschaft 1 (Karte)      | Wohnhaus    | Wohnhaus, um 1640 | 094 45881          | Baudenkmal     | Wohnhaus |
| Gildschaft 3 (Karte)      | Wohnhaus    | Wohnhaus, um 1680 | 094 45882          | Baudenkmal     | Wohnhaus |
| Gildschaft 3a, 3c (Karte) | Wohnhaus    | Wohnhaus, um 1780 | 094 45883          | Baudenkmal     | Wohnhaus |
| Gildschaft 4 (Karte)      | Wohnhaus    | Wohnhaus, 1690    | 094 45884          | Baudenkmal     | Wohnhaus |
| Gildschaft 6 (Karte)      | Wohnhaus    | Wohnhaus, um 1690 | 094 45885          | Baudenkmal     | Wohnhaus |
| Gildschaft 7 (Karte)      | Wohnhaus    | Wohnhaus, 1699    | 094 45886          | Baudenkmal     | Wohnhaus |
| Gildschaft 8 (Karte)      | Wohnhaus    | Wohnhaus, 1665    | 094 45887          | Baudenkmal     | Wohnhaus |
| Gildschaft 9 (Karte)      | Wohnhaus    | Wohnhaus, um 1660 | 094 45888          | Baudenkmal     | Wohnhaus |

### Gneisenaustraße
| Lage                                                                                               | Bezeichnung        | Beschreibung | Erfassungs- nummer | Ausweisungsart | Bild               |
| -------------------------------------------------------------------------------------------------- | ------------------ | ------------ | ------------------ | -------------- | ------------------ |
| Gneisenaustraße 18, 18a, 19, 19a (Karte)                                                           | Häuserblock        | 1927–1930    | 094 46481          | Baudenkmal     | Häuserblock        |
| Gneisenaustraße 20-21b, 24, Halberstädter Straße 44a-c, 45, 46a-47, Schillerstraße 1-2b, 3 (Karte) | Infanterie-Kaserne | 1909         | 094 46482          | Baudenkmal     | Infanterie-Kaserne |

### Goezestraße
| Lage                   | Bezeichnung | Beschreibung      | Erfassungs- nummer | Ausweisungsart | Bild     |
| ---------------------- | ----------- | ----------------- | ------------------ | -------------- | -------- |
| Goezestraße 15 (Karte) | Wohnhaus    | Wohnhaus, um 1910 | 094 46483          | Baudenkmal     | Wohnhaus |

### Goldstraße
| Lage                  | Bezeichnung | Beschreibung                         | Erfassungs- nummer | Ausweisungsart | Bild     |
| --------------------- | ----------- | ------------------------------------ | ------------------ | -------------- | -------- |
| Goldstraße 2 (Karte)  | Wohnhaus    | Wohnhaus, um 1730                    | 094 45580          | Baudenkmal     | Wohnhaus |
| Goldstraße 4 (Karte)  | Wohnhaus    | Wohnhaus, um 1750                    | 094 45581          | Baudenkmal     | Wohnhaus |
| Goldstraße 6 (Karte)  | Wohnhaus    | Wohnhaus, vermutlich 17. Jahrhundert | 094 45582          | Baudenkmal     | Wohnhaus |
| Goldstraße 7 (Karte)  | Wohnhaus    | Wohnhaus, um 1680                    | 094 45583          | Baudenkmal     | Wohnhaus |
| Goldstraße 8 (Karte)  | Wohnhaus    | Wohnhaus                             | 094 45584          | Baudenkmal     | Wohnhaus |
| Goldstraße 15 (Karte) | Wohnhaus    | Wohnhaus, um 1670                    | 094 46287          | Baudenkmal     | Wohnhaus |
| Goldstraße 18 (Karte) | Wohnhaus    | Wohnhaus, 1660                       | 094 46288          | Baudenkmal     | Wohnhaus |
| Goldstraße 25 (Karte) | Wohnhaus    | Wohnhaus, um 1820                    | 094 46289          | Baudenkmal     | Wohnhaus |

### Gröpern
| Lage                                                        | Bezeichnung     | Beschreibung                                                  | Erfassungs- nummer | Ausweisungsart | Bild            |
| ----------------------------------------------------------- | --------------- | ------------------------------------------------------------- | ------------------ | -------------- | --------------- |
| Gröpern (Karte)                                             | Distanzstein    | Wegweiser, um 1900                                            | 094 46401          | Baudenkmal     | Distanzstein    |
| Gröpern 1, 2 (Karte)                                        | Wohnhaus        | Wohnhaus, um 1840                                             | 094 46398          | Baudenkmal     | Wohnhaus        |
| Gröpern 3 (Karte)                                           | Ackerbürgerhof  | ehemaliger Ackerbürgerhof, 18. Jahrhundert                    | 094 46399          | Baudenkmal     | Ackerbürgerhof  |
| Gröpern 5, 6 (Karte)                                        | Wohnhaus        | Wohnhaus, um 1715                                             | 094 45792          | Baudenkmal     | Wohnhaus        |
| Gröpern 8 (Karte)                                           | Wohnhaus        | Wohnhaus, um 1715                                             | 094 45793          | Baudenkmal     | Wohnhaus        |
| Gröpern 10 (Karte)                                          | Ackerbürgerhof  | ehemaliger Ackerbürgerhof, um 1700                            | 094 45795          | Baudenkmal     | Ackerbürgerhof  |
| Gröpern 11 (Karte)                                          | Ackerbürgerhof  | ehemaliger Ackerbürgerhof, 1665                               | 094 45796          | Baudenkmal     | Ackerbürgerhof  |
| Gröpern 12 (Karte)                                          | Kaufmannshaus   | ehemaliges Kaufmannshaus, 1685                                | 094 45797          | Baudenkmal     | Kaufmannshaus   |
| Gröpern 15, 16, 17, 18, 18a, Halberstädter Straße 1 (Karte) | Straßenzeile    | frühes 20. Jahrhundert                                        | 094 46446          | Denkmalbereich | Straßenzeile    |
| Gröpern 21 (Karte)                                          | Mühle           | Mühle, spätes 18. Jahrhundert                                 | 094 45798          | Baudenkmal     | Mühle           |
| Gröpern 24 (Karte)                                          | Ackerbürgerhof  | ehemaliger Ackerbürgerhof, zweite Hälfte des 17. Jahrhunderts | 094 46475          | Baudenkmal     | Ackerbürgerhof  |
| Gröpern 25 (Karte)                                          | Ackerbürgerhaus | ehemaliges Ackerbürgerhaus, um 1800                           | 094 45799          | Baudenkmal     | Ackerbürgerhaus |
| Gröpern 26 (Karte)                                          | Wohnhaus        | Wohnhaus                                                      | 094 45800          | Baudenkmal     | Wohnhaus        |
| Gröpern 29 (Karte)                                          | Wohnhaus        | Wohnhaus, 1908                                                | 094 46400          | Baudenkmal     | Wohnhaus        |
| Gröpern 30 (Karte)                                          | Wohnhaus        | Wohnhaus, um 1680                                             | 094 45801          | Baudenkmal     | Wohnhaus        |
| Gröpern 32 (Karte)                                          | Ackerbürgerhof  | ehemaliger Ackerbürgerhof, um 1680                            | 094 45802          | Baudenkmal     | Ackerbürgerhof  |

### GutsMuths-Platz
| Lage                                                   | Bezeichnung                       | Beschreibung                                                                                      | Erfassungs- nummer | Ausweisungsart | Bild                              |
| ------------------------------------------------------ | --------------------------------- | ------------------------------------------------------------------------------------------------- | ------------------ | -------------- | --------------------------------- |
| GutsMuths-Platz (bis 2009 zur Pölle zugehörig) (Karte) | GutsMuths-Denkmal mit Carl-Ritter | Denkmal für die Quedlinburger Johann Christoph Friedrich GutsMuths und seinen Schüler Carl Ritter | 094 45671          | Baudenkmal     | GutsMuths-Denkmal mit Carl-Ritter |

### GutsMuthsstraße
| Lage                       | Bezeichnung           | Beschreibung   | Erfassungs- nummer | Ausweisungsart | Bild                   |
| -------------------------- | --------------------- | -------------- | ------------------ | -------------- | ---------------------- |
| GutsMuths-Straße 1 (Karte) | Wohnhaus              | Wohnhaus, 1900 | 094 46622          | Baudenkmal     | Haus GutsMuthsstraße 1 |
| GutsMuths-Straße 6 (Karte) | Badeanstalt, Stadtbad | Stadtbad, 1908 | 094 46070          | Baudenkmal     | Weitere Bilder         |

### Halberstädter Straße
| Lage                                            | Bezeichnung  | Beschreibung       | Erfassungs- nummer | Ausweisungsart | Bild         |
| ----------------------------------------------- | ------------ | ------------------ | ------------------ | -------------- | ------------ |
| Halberstädter Straße 12 (Karte)                 | Villa        | Villa, 1904        | 094 46451          | Baudenkmal     | Villa        |
| Halberstädter Straße 13, 15, 17 (Karte)         | Wohnhaus     | Wohnhaus, um 1930  | 094 46592          | Baudenkmal     | Wohnhaus     |
| Halberstädter Straße 14 (Karte)                 | Villa        | Villa, 1896/1897   | 094 46450          | Baudenkmal     | Villa        |
| Halberstädter Straße 18 (Karte)                 | Villa        | Villa, 1900        | 094 46448          | Baudenkmal     | Villa        |
| Halberstädter Straße 18a, 18b, 18c (Karte)      | Villa        | Villa, 1908        | 094 46447          | Baudenkmal     | Villa        |
| Halberstädter Straße, Steinholztriftweg (Karte) | Distanzstein | Wegweiser, um 1900 | 094 46402          | Baudenkmal     | Distanzstein |

### Harzweg
| Lage                                                         | Bezeichnung                                    | Beschreibung                                           | Erfassungs- nummer | Ausweisungsart | Bild                                           |
| ------------------------------------------------------------ | ---------------------------------------------- | ------------------------------------------------------ | ------------------ | -------------- | ---------------------------------------------- |
| Harzweg 1-16, 18, 20, 22, 24, 26, 28, 30, 32, 34, 36 (Karte) | Straßenzug                                     | Straßenzug aus der Zeit 19. und Anfang 20. Jahrhundert | 094 46344          | Denkmalbereich | Straßenzug                                     |
| Harzweg 3 (Karte)                                            | Wohnhaus                                       | Wohnhaus, Mitte des 19. Jahrhunderts                   | 094 46345          | Baudenkmal     | Wohnhaus                                       |
| Harzweg 4 (Karte)                                            | Villa                                          | Villa, drittes Viertel des 19. Jahrhunderts            | 094 46325          | Baudenkmal     | Villa                                          |
| Harzweg 5 (Karte)                                            | Gewerbehof                                     | Gewerbehof, zweite Hälfte des 19. Jahrhunderts         | 094 46326          | Baudenkmal     | Gewerbehof                                     |
| Harzweg 6 (Karte)                                            | Villa                                          | Villa, 1873                                            | 094 46327          | Baudenkmal     | Villa                                          |
| Harzweg 7 (Karte)                                            | Villa                                          | Villa, um 1850                                         | 094 46328          | Baudenkmal     | Villa                                          |
| Harzweg 8 (Karte)                                            | Wohnhaus                                       | Wohnhaus, um 1900                                      | 094 46329          | Baudenkmal     | Wohnhaus                                       |
| Harzweg 9 (Karte)                                            | Wohnhaus                                       | Wohnhaus, um 1900                                      | 094 46330          | Baudenkmal     | Wohnhaus                                       |
| Harzweg 10 (Karte)                                           | Wohnhaus                                       | Wohnhaus, 1892                                         | 094 46331          | Baudenkmal     | Wohnhaus                                       |
| Harzweg 11 (Karte)                                           | Wohnhaus                                       | Wohnhaus, 1906                                         | 094 45233          | Baudenkmal     | Wohnhaus                                       |
| Harzweg 12 (Karte)                                           | Farbenfabrik Wilhelm Brauns                    | Fabrik, 1930                                           | 094 45615          | Baudenkmal     | Farbenfabrik Wilhelm Brauns                    |
| Harzweg 13 (Karte)                                           | Wohnhaus                                       | Wohnhaus, um 1850                                      | 094 46332          | Baudenkmal     | Wohnhaus                                       |
| Harzweg 14 (Karte)                                           | Villa                                          | Villa, um 1890                                         | 094 46333          | Baudenkmal     | Villa                                          |
| Harzweg 15 (Karte)                                           | Wohnhaus                                       | Wohnhaus, 1889                                         | 094 46334          | Baudenkmal     | Wohnhaus                                       |
| Harzweg 18 (Karte)                                           | Wohnhaus                                       | Wohnhaus, zweite Hälfte des 19. Jahrhunderts           | 094 46335          | Baudenkmal     | Wohnhaus                                       |
| Harzweg 20 (Karte)                                           | Wohnhaus                                       | Wohnhaus, zweite Hälfte des 19. Jahrhunderts           | 094 46336          | Baudenkmal     | Wohnhaus                                       |
| Harzweg 22 (Karte)                                           | Wohnhaus                                       | Wohnhaus, 1880                                         | 094 46337          | Baudenkmal     | Wohnhaus                                       |
| Harzweg 23 (Karte)                                           | Ehemals Fabrik, heute Einkaufszentrum Mettehof | zweite Hälfte des 19. Jahrhunderts                     | 094 46600          | Baudenkmal     | Ehemals Fabrik, heute Einkaufszentrum Mettehof |
| Harzweg 24 (Karte)                                           | Wohnhaus                                       | Wohnhaus, um 1880                                      | 094 46338          | Baudenkmal     | Wohnhaus                                       |
| Harzweg 25 (Karte)                                           | Vorwerk, sogenannte Stumpfsburg                | ehemaliger Bürgerhof                                   | 094 46320          | Baudenkmal     | Vorwerk, sogenannte Stumpfsburg                |
| Harzweg 26 (Karte)                                           | Wohnhaus                                       | Wohnhaus, Mitte des 19. Jahrhunderts                   | 094 46339          | Baudenkmal     | Wohnhaus                                       |
| Harzweg 27 (Karte)                                           | Edelhof                                        | Wohnhaus, 17. Jahrhundert                              | 094 46594          | Baudenkmal     | Edelhof                                        |
| Harzweg 28 (Karte)                                           | Wohnhaus                                       | Wohnhaus 2021 als Baudenkmal eingetragen               | 107 15075          | Baudenkmal     | Weitere Bilder                                 |
| Harzweg 29 (Karte)                                           | Gärtnerei                                      | Gärtnerei, Mitte des 19. Jahrhunderts                  | 094 46461          | Baudenkmal     | Gärtnerei                                      |
| Harzweg 30 (Karte)                                           | Villa                                          | Villa                                                  | 094 46340          | Baudenkmal     | Villa                                          |
| Harzweg 32 (Karte)                                           | Wohnhaus                                       | Wohnhaus, 1902                                         | 094 46341          | Baudenkmal     | Wohnhaus                                       |
| Harzweg 34 (Karte)                                           | Wohnhaus                                       | Wohnhaus, um 1890                                      | 094 46342          | Baudenkmal     | Wohnhaus                                       |
| Harzweg 36 (Karte)                                           | Villa                                          | Villa, 1899                                            | 094 46343          | Baudenkmal     | Villa                                          |

### Heidfeldstraße
| Lage                       | Bezeichnung | Beschreibung | Erfassungs- nummer | Ausweisungsart | Bild     |
| -------------------------- | ----------- | ------------ | ------------------ | -------------- | -------- |
| Heidfeldstraße 2/3 (Karte) | Wohnhaus    | Wohnhaus     | 094 45622          | Baudenkmal     | Wohnhaus |

### Heiligegeiststraße
| Lage                              | Bezeichnung                                | Beschreibung | Erfassungs- nummer | Ausweisungsart | Bild                    |
| --------------------------------- | ------------------------------------------ | --- | ------------------ | -------------- | ----------------------- |
| Heiligegeiststraße 2 (Karte)      | Wohn- und Geschäftshaus                    | Wohn- und Geschäftshaus, 1904                                                                                         | 094 45804          | Baudenkmal     | Weitere Bilder          |
| Heiligegeiststraße 3 (Karte)      | Wohn- und Geschäftshaus                    | Wohn- und Geschäftshaus, 1904                                                                                         | 094 45805          | Baudenkmal     | Weitere Bilder          |
| Heiligegeiststraße 4 (Karte)      | Wohn- und Geschäftshaus                    | Wohn- und Geschäftshaus, 1904                                                                                         | 094 45806          | Baudenkmal     | Weitere Bilder          |
| Heiligegeiststraße 5 (Karte)      | Wohn- und Geschäftshaus                    | Wohn- und Geschäftshaus, 1902                                                                                         | 094 45807          | Baudenkmal     | Weitere Bilder          |
| Heiligegeiststraße 6 (Karte)      | Wohn- und Geschäftshaus                    | Wohn- und Geschäftshaus, 1902                                                                                         | 094 45808          | Baudenkmal     | Weitere Bilder          |
| Heiligegeiststraße 7 (Karte)      | Verwaltungsgebäude, Kreishaus              | 1902 | 094 45809          | Baudenkmal     | Weitere Bilder          |
| Heiligegeiststraße 8, 8a (Karte)  | Ehemalige Schule, Bildungshaus Carl Ritter | ehemalige Schule, heute Bildungshaus Carl-Ritter mit Musikschule, Kreisvolkshochschule und Kreisbibliothek, 1860–1862 | 094 45810          | Baudenkmal     | Weitere Bilder          |
| Heiligegeiststraße 9 (Karte)      | Wohnhaus                                   | Wohnhaus, 1849 | 094 45811          | Baudenkmal     | Weitere Bilder          |
| Heiligegeiststraße 11 (Karte)     | Wohn- und Geschäftshaus                    | Wohn- und Geschäftshaus, um 1850                                                                                      | 094 46403          | Baudenkmal     | Wohn- und Geschäftshaus |
| Heiligegeiststraße 12 (Karte)     | Wohn- und Geschäftshaus                    | Wohn- und Geschäftshaus, 1893                                                                                         | 094 45813          | Baudenkmal     | Wohn- und Geschäftshaus |
| Heiligegeiststraße 13 (Karte)     | Wohnhaus                                   | Wohnhaus, 1884 | 094 45814          | Baudenkmal     | Wohnhaus                |
| Heiligegeiststraße 14 (Karte)     | Wohnhaus                                   | Wohnhaus, um 1850 | 094 45815          | Baudenkmal     | Wohnhaus                |
| Heiligegeiststraße 16 (Karte)     | Villa                                      | Wohnhaus, 1902/03 | 094 45816          | Baudenkmal     | Villa                   |
| Heiligegeiststraße 17 (Karte)     | Wohnhaus                                   | Wohnhaus, um 1800 | 094 45817          | Baudenkmal     | Wohnhaus                |
| Heiligegeiststraße 20, 21 (Karte) | Wohnhaus                                   | Wohnhaus, 1686 | 094 45818          | Baudenkmal     | Wohnhaus                |
| Heiligegeiststraße 22 (Karte)     | Wohnhaus                                   | Wohnhaus, 1700 | 094 45819          | Baudenkmal     | Wohnhaus                |
| Heiligegeiststraße 23 (Karte)     | Wohnhaus                                   | Wohnhaus, 1696 | 094 45820          | Baudenkmal     | Wohnhaus                |
| Heiligegeiststraße 24 (Karte)     | Wohn- und Geschäftshaus                    | Wohn- und Geschäftshaus, 1894/1895                                                                                    | 094 45821          | Baudenkmal     | Wohn- und Geschäftshaus |
| Heiligegeiststraße 25 (Karte)     | Wohnhaus                                   | Wohnhaus, 1678 | 094 45822          | Baudenkmal     | Wohnhaus                |
| Heiligegeiststraße 26 (Karte)     | Wohnhaus                                   | Wohnhaus, um 1680 | 094 45823          | Baudenkmal     | Wohnhaus                |
| Heiligegeiststraße 27 (Karte)     | Ackerbürgerhaus                            | Wohnhaus, 1686 | 094 45824          | Baudenkmal     | Ackerbürgerhaus         |
| Heiligegeiststraße 28 (Karte)     | Ackerbürgerhaus                            | Wohnhaus, 1685 | 094 45825          | Baudenkmal     | Ackerbürgerhaus         |
| Heiligegeiststraße 29 (Karte)     | Ackerbürgerhaus                            | Wohnhaus, 1677 | 094 45826          | Baudenkmal     | Ackerbürgerhaus         |

### Heinrichstraße
| Lage                       | Bezeichnung  | Beschreibung                            | Erfassungs- nummer | Ausweisungsart | Bild         |
| -------------------------- | ------------ | --------------------------------------- | ------------------ | -------------- | ------------ |
| Heinrichstraße 3-6 (Karte) | Häusergruppe | Häusergruppe, erbaut 1893 und 1904/1905 | 094 46485          | Denkmalbereich | Häusergruppe |
| Heinrichstraße 29 (Karte)  | Wohnhaus     | Wohnhaus, 1927                          | 094 46487          | Baudenkmal     | Wohnhaus     |
| Heinrichstraße 35 (Karte)  | Wohnhaus     | Wohnhaus, 1920er Jahre                  | 094 46488          | Baudenkmal     | Wohnhaus     |

### Hinter der Mauer
| Lage                        | Bezeichnung | Beschreibung      | Erfassungs- nummer | Ausweisungsart | Bild     |
| --------------------------- | ----------- | ----------------- | ------------------ | -------------- | -------- |
| Hinter der Mauer 6 (Karte)  | Wohnhaus    | Wohnhaus          | 094 46072          | Baudenkmal     | Wohnhaus |
| Hinter der Mauer 7 (Karte)  | Wohnhaus    | Wohnhaus, um 1720 | 094 46073          | Baudenkmal     | Wohnhaus |
| Hinter der Mauer 8 (Karte)  | Wohnhaus    | Wohnhaus, um 1720 | 094 46074          | Baudenkmal     | Wohnhaus |
| Hinter der Mauer 9 (Karte)  | Wohnhaus    | Wohnhaus, um 1720 | 094 46075          | Baudenkmal     | Wohnhaus |
| Hinter der Mauer 10 (Karte) | Wohnhaus    | Wohnhaus, um 1700 | 094 46076          | Baudenkmal     | Wohnhaus |

### Höhenweg
| Lage               | Bezeichnung | Beschreibung           | Erfassungs- nummer | Ausweisungsart | Bild     |
| ------------------ | ----------- | ---------------------- | ------------------ | -------------- | -------- |
| Höhenweg 6 (Karte) | Wohnhaus    | Wohnhaus, 1930er Jahre | 094 46489          | Baudenkmal     | Wohnhaus |

### Hohe Straße
| Lage                            | Bezeichnung             | Beschreibung                                               | Erfassungs- nummer | Ausweisungsart | Bild                    |
| ------------------------------- | ----------------------- | ---------------------------------------------------------- | ------------------ | -------------- | ----------------------- |
| Hohe Straße 1, Markt 14 (Karte) | Kaufmannshof            |                                                            | 094 45641          | Baudenkmal     | Kaufmannshof            |
| Hohe Straße 3 (Karte)           | Kaufmannshof            | Kaufmannshof, Mitte 16. Jahrhundert                        | 094 45587          | Baudenkmal     | Kaufmannshof            |
| Hohe Straße 5 (Karte)           | Wohnhaus                | Wohnhaus, 17. Jahrhundert                                  | 094 46404          | Baudenkmal     | Wohnhaus                |
| Hohe Straße 6 (Karte)           | Palais                  | Wohnhaus, 1704                                             | 094 45588          | Baudenkmal     | Palais                  |
| Hohe Straße 7 (Karte)           | Wohnhaus                | Wohnhaus, um 1730                                          | 094 45589          | Baudenkmal     | Wohnhaus                |
| Hohe Straße 8 (Karte)           | Kaufmannshaus           | ehemaliges Kaufmannshaus, heute Sitz der Städteunion, 1576 | 094 45590          | Baudenkmal     | Kaufmannshaus           |
| Hohe Straße 11 (Karte)          | Bürgerhof               | ehemaliger Bürgerhof, um 1750                              | 094 46405          | Baudenkmal     | Bürgerhof               |
| Hohe Straße 12 (Karte)          | Wohnhaus                | Wohnhaus, zweite Hälfte des 18. Jahrhunderts               | 094 46406          | Baudenkmal     | Wohnhaus                |
| Hohe Straße 13 (Karte)          | Wohnhaus                | Wohnhaus, um 1750                                          | 094 45591          | Baudenkmal     | Wohnhaus                |
| Hohe Straße 14 (Karte)          | Wohnhaus                | Bürgerhof, um 1760                                         | 094 45592          | Baudenkmal     | Wohnhaus                |
| Hohe Straße 15 (Karte)          | Kaufmannshof            | ehemaliger Kaufmannshof, um 1750                           | 094 45593          | Baudenkmal     | Kaufmannshof            |
| Hohe Straße 18 (Karte)          | Wohnhaus                | Wohnhaus, 1666                                             | 094 45594          | Baudenkmal     | Wohnhaus                |
| Hohe Straße 19 (Karte)          | Wohnhaus                | Wohnhaus, 1660                                             | 094 45595          | Baudenkmal     | Wohnhaus                |
| Hohe Straße 21 (Karte)          | Kaufmannshof            | ehemaliger Kaufmannshof, 1663                              | 094 45596          | Baudenkmal     | Kaufmannshof            |
| Hohe Straße 22 (Karte)          | Wohnhaus                | Wohnhaus, 1661                                             | 094 45597          | Baudenkmal     | Wohnhaus                |
| Hohe Straße 24 (Karte)          | Wohnhaus                | Wohnhaus, 1696                                             | 094 45598          | Baudenkmal     | Wohnhaus                |
| Hohe Straße 25 (Karte)          | Kaufmannshof            | ehemaliger Kaufmannshof, 1672                              | 094 45599          | Baudenkmal     | Kaufmannshof            |
| Hohe Straße 26 (Karte)          | Wohnhaus                | Wohnhaus, um 1670                                          | 094 45600          | Baudenkmal     | Wohnhaus                |
| Hohe Straße 27 (Karte)          | Kaufmannshof            | ehemaliger Kaufmannshof, um 1680                           | 094 45601          | Baudenkmal     | Kaufmannshof            |
| Hohe Straße 28 (Karte)          | Kaufmannshaus           | ehemaliger Kaufmannshof, Anfang 16. Jahrhundert            | 094 45602          | Baudenkmal     | Kaufmannshaus           |
| Hohe Straße 29 (Karte)          | Kaufmannshof            | ehemaliger Kaufmannshof, um 1556                           | 094 45603          | Baudenkmal     | Weitere Bilder          |
| Hohe Straße 31 (Karte)          | Kaufmannshof            | ehemaliger Kaufmannshof, 1679                              | 094 45605          | Baudenkmal     | Kaufmannshof            |
| Hohe Straße 32 (Karte)          | Wohn- und Geschäftshaus | Wohn- und Geschäftshaus                                    | 107 60001          | Baudenkmal     | Wohn- und Geschäftshaus |
| Hohe Straße 33 (Karte)          | Wohnhaus                | Wohnhaus, erste Hälfte des 17. Jahrhunderts                | 094 46305          | Baudenkmal     | Wohnhaus                |
| Hohe Straße 34 (Karte)          | Wohnhaus                | Wohnhaus, um 1660                                          | 094 45606          | Baudenkmal     | Wohnhaus                |
| Hohe Straße 37 (Karte)          | Kaufmannshof            | ehemaliger Kaufmannshof, um 1580                           | 094 45607          | Baudenkmal     | Kaufmannshof            |

### Hoken
| Lage            | Bezeichnung | Beschreibung                                 | Erfassungs- nummer | Ausweisungsart | Bild     |
| --------------- | ----------- | -------------------------------------------- | ------------------ | -------------- | -------- |
| Hoken 1 (Karte) | Wohnhaus    | Wohnhaus, zweite Hälfte des 16. Jahrhunderts | 094 45608          | Baudenkmal     | Wohnhaus |
| Hoken 2 (Karte) | Wohnhaus    | Wohnhaus, um 1720                            | 094 45609          | Baudenkmal     | Wohnhaus |
| Hoken 3 (Karte) | Wohnhaus    | Wohnhaus, um 1740                            | 094 45610          | Baudenkmal     | Wohnhaus |
| Hoken 4 (Karte) | Wohnhaus    | Wohnhaus, Anfang des 16. Jahrhunderts        | 094 46346          | Baudenkmal     | Wohnhaus |

### Hölle
| Lage               | Bezeichnung           | Beschreibung | Erfassungs- nummer | Ausweisungsart | Bild                                                                                           |
| ------------------ | --------------------- | --- | ------------------ | -------------- | ---------------------------------------------------------------------------------------------- |
| Hölle 1, 2 (Karte) | Wohnhaus              | Wohnhaus, 1791 | 094 45611          | Baudenkmal     | Denkmalgeschütztes Wohnhaus in der Straße Hölle 1 in Quedlinburg; mit Zugang zum Schuhhof      |
| Hölle 3 (Karte)    | Wohnhaus              | Fachwerkhaus, ehemaliges Braurecht, um 1560 | 094 45612          | Baudenkmal     | Denkmalgeschütztes Wohnhaus in der Straße Hölle 3 in Quedlinburg; gesehen von der Straße Stieg |
| Hölle 4 (Karte)    | Wohnhaus              | Wohnhaus, ehemals zu Nr. 3 zugehörig | 094 45613          | Baudenkmal     | Wohnhaus                                                                                       |
| Hölle 9 (Karte)    | Wohnhaus              | Fachwerkwohnhaus, 1624 | 094 45614          | Baudenkmal     | Wohnhaus                                                                                       |
| Hölle 10 (Karte)   | Ackerbürgerhof        | Hofanlage, im Kern um 1400, um 1400 | 094 21189          | Baudenkmal     | Ackerbürgerhof                                                                                 |
| Hölle 11 (Karte)   | Sogenannter Höllenhof | Hofanlage von 1210 (d) Südflügel, 1260 (d) Vorderhaus, 1302 (Mittelteil), Sanierung 2002–2007, 2. Preis für Handwerk in der Denkmalpflege 2008, Bürositz Qbatur Planungsbüro | 094 45616          | Baudenkmal     | Sogenannter Höllenhof                                                                          |
| Hölle 12 (Karte)   | Wohnhaus              | Wohnhaus, um 1760 | 094 45617          | Baudenkmal     | Wohnhaus                                                                                       |

### Im Wasserwinkel
| Lage                         | Bezeichnung         | Beschreibung          | Erfassungs- nummer | Ausweisungsart | Bild                |
| ---------------------------- | ------------------- | --------------------- | ------------------ | -------------- | ------------------- |
| Im Wasserwinkel 2, 3 (Karte) | Wohnhaus            | Wohnhaus, 1898/1899   | 094 46479          | Baudenkmal     | Wohnhaus            |
| Im Wasserwinkel 4 (Karte)    | Gaststätte Wordhaus | Ehemalige Mühle, 1699 | 094 45890          | Baudenkmal     | Gaststätte Wordhaus |

### Jüdenstraße
| Lage                  | Bezeichnung | Beschreibung                          | Erfassungs- nummer | Ausweisungsart | Bild           |
| --------------------- | ----------- | ------------------------------------- | ------------------ | -------------- | -------------- |
| Jüdenstraße 1 (Karte) | Speicher    | Speicher 2021 als Denkmal ausgewiesen | 094 18789          | Baudenkmal     | Weitere Bilder |

### Julius-Wolff-Straße
| Lage                             | Bezeichnung | Beschreibung        | Erfassungs- nummer | Ausweisungsart | Bild     |
| -------------------------------- | ----------- | ------------------- | ------------------ | -------------- | -------- |
| Julius-Wolff-Straße 7 (Karte)    | Wohnhaus    | Wohnhaus, 1911/1912 | 094 46525          | Baudenkmal     | Wohnhaus |
| Julius-Wolff-Straße 5, 6 (Karte) | Wohnhaus    | Wohnhaus, 1906/1908 | 094 46520          | Baudenkmal     | Wohnhaus |

### Kaiser-Otto-Straße
| Lage                                            | Bezeichnung                                          | Beschreibung                                                                        | Erfassungs- nummer | Ausweisungsart | Bild                                                 |
| ----------------------------------------------- | ---------------------------------------------------- | ----------------------------------------------------------------------------------- | ------------------ | -------------- | ---------------------------------------------------- |
| Kaiser-Otto-Straße 5 (Karte)                    | Villa Kaiser-Otto-Straße 5                           | Villa, 1924/1925                                                                    | 094 46587          | Baudenkmal     | Villa Kaiser-Otto-Straße 5                           |
| Kaiser-Otto-Straße 16 (Karte)                   | Wohnhaus                                             | Wohnhaus, 1905                                                                      | 094 45889          | Baudenkmal     | Wohnhaus                                             |
| Kaiser-Otto-Straße 17 (Karte)                   | Ackerbürgerhof                                       | ehemaliger Ackerbürgerhof, heute Teil des Romantik-Hotels am Brühl, 18. Jahrhundert | 094 46612          | Baudenkmal     | Ackerbürgerhof                                       |
| Kaiser-Otto-Straße 19 (Karte)                   | Grashoffscher Hof                                    | ehemaliger Ackerbürgerhof, 18. Jahrhundert                                          | 094 45891          | Baudenkmal     | Grashoffscher Hof                                    |
| Kaiser-Otto-Straße 26 (Karte)                   | Zollhaus                                             | Zollamt, 1923                                                                       | 094 46486          | Baudenkmal     | Zollhaus                                             |
| Kaiser-Otto-Straße 31, Rittergasse 8, 9 (Karte) | Häusergruppe Kaiser-Otto-Straße 31, Rittergasse 8, 9 |                                                                                     | 107 60003          | Baudenkmal     | Häusergruppe Kaiser-Otto-Straße 31, Rittergasse 8, 9 |
| Kaiser-Otto-Straße 33 (Karte)                   | Tankstelle Kaiser-Otto-Straße 33                     | Tankstelle Garage mit Tankstelle, vor 1937                                          | 094 46586          | Baudenkmal     | Tankstelle Kaiser-Otto-Straße 33                     |

### Kaiserstraße
| Lage                      | Bezeichnung                           | Beschreibung                                              | Erfassungs- nummer | Ausweisungsart | Bild                                  |
| ------------------------- | ------------------------------------- | --------------------------------------------------------- | ------------------ | -------------- | ------------------------------------- |
| Kaiserstraße 1 (Karte)    | Wohnhaus                              | Wohnhaus, um 1680                                         | 094 46321          | Baudenkmal     | Wohnhaus                              |
| Kaiserstraße 1a (Karte)   | Wohn- und Geschäftshaus               | Wohn- und Geschäftshaus 2021 als Denkmal eingetragen      | 107 15073          | Baudenkmal     | Weitere Bilder                        |
| Kaiserstraße 2 (Karte)    | Wohnhaus                              | Wohnhaus, um 1700                                         | 094 46322          | Baudenkmal     | Wohnhaus                              |
| Kaiserstraße 3 (Karte)    | Wohnhaus                              | Wohnhaus, um 1680                                         | 094 46077          | Baudenkmal     | Wohnhaus                              |
| Kaiserstraße 4 (Karte)    | Wohnhaus                              | Wohnhaus, um 1680                                         | 094 46078          | Baudenkmal     | Wohnhaus                              |
| Kaiserstraße 5 (Karte)    | Wohnhaus                              | Wohnhaus, um 1680                                         | 094 46079          | Baudenkmal     | Wohnhaus                              |
| Kaiserstraße 8, 9 (Karte) | Wohnhaus                              | Wohnhaus, um 1720                                         | 094 46080          | Baudenkmal     | Wohnhaus                              |
| Kaiserstraße 10 (Karte)   | Wohnhaus                              | Wohnhaus, erste Hälfte des 18. Jahrhunderts               | 094 46407          | Baudenkmal     | Wohnhaus                              |
| Kaiserstraße 12 (Karte)   | Ackerbürgerhaus                       | ehemaliges Ackerbürgerhaus, um 1700                       | 094 46081          | Baudenkmal     | Ackerbürgerhaus                       |
| Kaiserstraße 13 (Karte)   | Wohnhaus                              | Wohnhaus, um 1700                                         | 094 46082          | Baudenkmal     | Wohnhaus                              |
| Kaiserstraße 14 (Karte)   | Wohnhaus                              | Wohnhaus, 1702                                            | 094 46083          | Baudenkmal     | Wohnhaus                              |
| Kaiserstraße 15 (Karte)   | Wohnhaus                              | Wohnhaus, um 1680                                         | 094 46084          | Baudenkmal     | Wohnhaus                              |
| Kaiserstraße 16 (Karte)   | Ackerbürgerhof                        | ehemaliger Ackerbürgerhof, 17. Jahrhundert                | 094 46112          | Baudenkmal     | Ackerbürgerhof                        |
| Kaiserstraße 18 (Karte)   | Wohnhaus                              | Wohnhaus, um 1720                                         | 094 46085          | Baudenkmal     | Wohnhaus                              |
| Kaiserstraße 21 (Karte)   | Wohnhaus                              | Wohnhaus, um 1700                                         | 094 46087          | Baudenkmal     | Wohnhaus                              |
| Kaiserstraße 22 (Karte)   | Wohnhaus                              | Wohnhaus, um 1680                                         | 094 46088          | Baudenkmal     | Wohnhaus                              |
| Kaiserstraße 23 (Karte)   | Wohnhaus                              | Wohnhaus, um 1840                                         | 094 46089          | Baudenkmal     | Wohnhaus                              |
| Kaiserstraße 24 (Karte)   | Ackerbürgerhof                        | Wohnhaus, um 1720                                         | 094 46090          | Baudenkmal     | Ackerbürgerhof                        |
| Kaiserstraße 25 (Karte)   | Wohnhaus                              | Wohnhaus, um 1720                                         | 094 46091          | Baudenkmal     | Wohnhaus                              |
| Kaiserstraße 26 (Karte)   | Wohnhaus                              | Wohnhaus, um 1720                                         | 094 46092          | Baudenkmal     | Wohnhaus                              |
| Kaiserstraße 27 (Karte)   | Wohnhaus                              | Wohnhaus, um 1720                                         | 094 46093          | Baudenkmal     | Wohnhaus                              |
| Kaiserstraße 28 (Karte)   | Wohnhaus                              | Wohnhaus, um 1860                                         | 094 46086          | Baudenkmal     | Wohnhaus                              |
| Kaiserstraße 29 (Karte)   | Wohnhaus                              | Wohnhaus, 1697                                            | 094 46094          | Baudenkmal     | Weitere Bilder                        |
| Kaiserstraße 34 (Karte)   | Wohnhaus                              | Wohnhaus, 1662                                            | 094 46095          | Baudenkmal     | Weitere Bilder                        |
| Kaiserstraße 36 (Karte)   | Ackerbürgerhof, sogenannter Fohlenhof | Zuchthof, 1690                                            | 094 46096          | Baudenkmal     | Ackerbürgerhof, sogenannter Fohlenhof |
| Kaiserstraße 38 (Karte)   | Wohnhaus                              | Wohnhaus, um 1860                                         | 094 46097          | Baudenkmal     | Wohnhaus                              |
| Kaiserstraße 38a (Karte)  | Wohnhaus                              | Wohnhaus                                                  | 094 46098          | Baudenkmal     | Wohnhaus                              |
| Kaiserstraße 39 (Karte)   | Kinderheim                            | ehemaliges Kinderheim, zweite Hälfte des 19. Jahrhunderts | 094 46099          | Baudenkmal     | Kinderheim                            |
| Kaiserstraße 40 (Karte)   | Wohnhaus                              | Wohnhaus, um 1600                                         | 094 46100          | Baudenkmal     | Wohnhaus                              |
| Kaiserstraße 41 (Karte)   | Wohnhaus                              | Wohnhaus                                                  | 094 46101          | Baudenkmal     | Wohnhaus                              |

### Kaplanei
| Lage                | Bezeichnung  | Beschreibung                                            | Erfassungs- nummer | Ausweisungsart | Bild           |
| ------------------- | ------------ | ------------------------------------------------------- | ------------------ | -------------- | -------------- |
| Kaplanei 1 (Karte)  | Wohnhaus     | Wohnhaus, um 1700                                       | 094 46102          | Baudenkmal     | Wohnhaus       |
| Kaplanei 2 (Karte)  | Wohnhaus     | Wohnhaus, um 1680                                       | 094 46318          | Baudenkmal     | Wohnhaus       |
| Kaplanei 4 (Karte)  | Schule       |                                                         | 094 45995          | Baudenkmal     | Schule         |
| Kaplanei 6 (Karte)  | Wohnhaus     | Wohnhaus, 1670                                          | 094 46103          | Baudenkmal     | Wohnhaus       |
| Kaplanei 7 (Karte)  | Wohnhaus     | Wohnhaus, 1670                                          | 094 46104          | Baudenkmal     | Wohnhaus       |
| Kaplanei 8 (Karte)  | Wohnhaus     | Wohnhaus, 1669                                          | 094 46319          | Baudenkmal     | Wohnhaus       |
| Kaplanei 9 (Karte)  | Wohnhaus     | Wohnhaus, um 1700                                       | 094 46105          | Baudenkmal     | Wohnhaus       |
| Kaplanei 10 (Karte) | Pfarrhof     | Pfarrhof, 1674                                          | 094 46106          | Baudenkmal     | Weitere Bilder |
| Kaplanei 11 (Karte) | Haus Klewitz | Wohnhaus, am 30. September 2016 als Denkmal ausgewiesen |                    | Baudenkmal     | Weitere Bilder |

### Kleersstraße
| Lage                                          | Bezeichnung  | Beschreibung                                                       | Erfassungs- nummer | Ausweisungsart | Bild         |
| --------------------------------------------- | ------------ | ------------------------------------------------------------------ | ------------------ | -------------- | ------------ |
| Kleersstraße 2 (Karte)                        | Wohnhaus     | Wohnhaus, um 1850                                                  | 094 46408          | Baudenkmal     | Wohnhaus     |
| Kleersstraße 19, 20, Reichenstraße 23 (Karte) | Martinsstift | ehemaliges Stift, heute Wohngebäude mit Innenhof und Garagen, 1868 | 094 46409          | Baudenkmal     | Martinsstift |
| Kleersstraße 46 (Karte)                       | Reithalle    | frühere Reithalle, heute Turnhalle, 1874                           | 094 46410          | Baudenkmal     | Reithalle    |

### Klink
| Lage               | Bezeichnung  | Beschreibung                          | Erfassungs- nummer | Ausweisungsart | Bild         |
| ------------------ | ------------ | ------------------------------------- | ------------------ | -------------- | ------------ |
| Klink 1 (Karte)    | Wohnhaus     | Wohnhaus, 1707                        | 094 45619          | Baudenkmal     | Wohnhaus     |
| Klink 2 (Karte)    | Wohnhaus     | Wohnhaus, Anfang des 17. Jahrhunderts | 094 45620          | Baudenkmal     | Wohnhaus     |
| Klink 4 (Karte)    | Wohnhaus     | Wohnhaus, um 1500                     | 094 45604          | Baudenkmal     | Wohnhaus     |
| Klink 10 (Karte)   | Kaufmannshof | ehemaliger Kaufmannshof, 1743         | 094 45621          | Baudenkmal     | Kaufmannshof |
| Klink 8, 9 (Karte) | Wohnhaus     | Wohnhaus, 14. und 15. Jahrhundert     | 094 46589          | Baudenkmal     | Wohnhaus     |

### Klopstockweg
| Lage                            | Bezeichnung                                      | Beschreibung                                   | Erfassungs- nummer | Ausweisungsart | Bild                                             |
| ------------------------------- | ------------------------------------------------ | ---------------------------------------------- | ------------------ | -------------- | ------------------------------------------------ |
| Klopstockweg 10 (Karte)         | Maschinen- und Armaturenfabrik Steinle & Hartung | Fabrik, ab 1877                                | 094 45421          | Baudenkmal     | Maschinen- und Armaturenfabrik Steinle & Hartung |
| Klopstockweg 16, 18, 20 (Karte) | Wohnhaus                                         | Wohnhaus, 1894/1896                            | 094 46524          | Baudenkmal     | Wohnhaus                                         |
| Klopstockweg 25 (Karte)         | Lager                                            | Lagerhaus, 1906/1907                           | 094 45423          | Baudenkmal     | Lager                                            |
| Klopstockweg 33 (Karte)         | Walzengießerei und Hartgusswerk Quedlinburg      | Fabrik, ab 1896                                | 094 45422          | Baudenkmal     | Walzengießerei und Hartgusswerk Quedlinburg      |
| Klopstockweg 42 (Karte)         | Villa                                            | Villa, 1894                                    | 094 46491          | Baudenkmal     | Villa                                            |
| Klopstockweg 49 (Karte)         | Wohnhaus                                         | Wohnhaus, letztes Viertel des 19. Jahrhunderts | 094 46492          | Baudenkmal     | Wohnhaus                                         |
| Klopstockweg 68, 70 (Karte)     | Wohnhaus                                         | Wohnhaus, 1902                                 | 094 46493          | Baudenkmal     | Wohnhaus                                         |

### Konvent
| Lage                   | Bezeichnung         | Beschreibung                               | Erfassungs- nummer | Ausweisungsart | Bild                |
| ---------------------- | ------------------- | ------------------------------------------ | ------------------ | -------------- | ------------------- |
| Konvent 1 (Karte)      | Wohnhaus            | Wohnhaus, 1668                             | 094 46107          | Baudenkmal     | Wohnhaus            |
| Konvent 2 (Karte)      | Ackerbürgerhof      | ehemaliger Ackerbürgerhof, 1680            | 094 46108          | Baudenkmal     | Ackerbürgerhof      |
| Konvent 3 (Karte)      | Wohnhaus            | Wohnhaus, 1665                             | 094 46109          | Baudenkmal     | Wohnhaus            |
| Konvent 4 (Karte)      | Wohnhaus            | Wohnhaus, 1698                             | 094 46110          | Baudenkmal     | Wohnhaus            |
| Konvent 7 (Karte)      | Wohnhaus            | Wohnhaus, um 1820                          | 094 46111          | Baudenkmal     | Wohnhaus            |
| Konvent 9 (Karte)      | Ackerbürgerhof      | ehemaliger Ackerbürgerhof, 1780            | 094 46113          | Baudenkmal     | Ackerbürgerhof      |
| Konvent 17 (Karte)     | Wohnhaus            | Wohnhaus, um 1700                          | 094 46115          | Baudenkmal     | Wohnhaus            |
| Konvent 20 (Karte)     | Wohnhaus            | Wohnhaus, um 1450                          | 094 46116          | Baudenkmal     | Wohnhaus            |
| Konvent 20a (Karte)    | Pfarrhaus           | Pfarrhaus, um 1905                         | 094 46117          | Baudenkmal     | Pfarrhaus           |
| Konvent 21 (Karte)     | Wohnhaus            | Wohnhaus, 1704                             | 094 46118          | Baudenkmal     | Wohnhaus            |
| Konvent 22 (Karte)     | Wohnhaus            | Wohnhaus, 1704                             | 094 46119          | Baudenkmal     | Wohnhaus            |
| Konvent 23 (Karte)     | Wohnhaus            | Wohnhaus, 1671                             | 094 46120          | Baudenkmal     | Wohnhaus            |
| Konvent 25, 26 (Karte) | GutsMuths-Gymnasium | Schulgebäude, 1902/1903                    | 094 46121          | Baudenkmal     | GutsMuths-Gymnasium |
| Konvent 27 (Karte)     | Ackerbürgerhof      | ehemaliger Ackerbürgerhof, 18. Jahrhundert | 094 46324          | Baudenkmal     | Ackerbürgerhof      |
| Konvent 29 (Karte)     | Wohnhaus            | Wohnhaus, um 1640                          | 094 46122          | Baudenkmal     | Wohnhaus            |
| Konvent 30 (Karte)     | Wohnhaus            | Wohnhaus, 1693                             | 094 46123          | Baudenkmal     | Wohnhaus            |
| Konvent 32 (Karte)     | Wohnhaus            | Wohnhaus, 1662                             | 094 46124          | Baudenkmal     | Wohnhaus            |
| Konvent 33 (Karte)     | Wohnhaus            | Wohnhaus, um 1680                          | 094 46125          | Baudenkmal     | Wohnhaus            |
| Konvent 36 (Karte)     | Wohnhaus            | Wohnhaus, 1707                             | 094 46126          | Baudenkmal     | Wohnhaus            |

### Kornmarkt
| Lage                | Bezeichnung                       | Beschreibung                                                                          | Erfassungs- nummer | Ausweisungsart | Bild                              |
| ------------------- | --------------------------------- | ------------------------------------------------------------------------------------- | ------------------ | -------------- | --------------------------------- |
| Kornmarkt 3 (Karte) | Kaufmannshaus                     | ehemaliges Kaufmannshaus, zum Jahreswechsel 2004/2005 niedergebrannt, um 1600         | 094 45623          | Baudenkmal     | Kaufmannshaus                     |
| Kornmarkt 5 (Karte) | Kaufmannshof, Salfeldsches Palais | Palais, 1734–1737                                                                     | 094 45624          | Baudenkmal     | Kaufmannshof, Salfeldsches Palais |
| Kornmarkt 6 (Karte) | Kaufmannshof                      | ehemaliger Kaufmannshof, 1732                                                         | 094 45625          | Baudenkmal     | Kaufmannshof                      |
| Kornmarkt 7 (Karte) | Kaufmannshof                      | ehemaliger Kaufmannshof, heute Wohnhaus mit Optikergeschäft im unteren Geschoss, 1690 | 094 45626          | Baudenkmal     | Kaufmannshof                      |
| Kornmarkt 8 (Karte) | Apotheke                          | Apotheke, 1560                                                                        | 094 45627          | Baudenkmal     | Apotheke                          |

### Kramerstraße
| Lage                    | Bezeichnung | Beschreibung      | Erfassungs- nummer | Ausweisungsart | Bild     |
| ----------------------- | ----------- | ----------------- | ------------------ | -------------- | -------- |
| Kramerstraße 7 (Karte)  | Wohnhaus    | Wohnhaus, um 1680 | 094 46290          | Baudenkmal     | Wohnhaus |
| Kramerstraße 9 (Karte)  | Wohnhaus    | Wohnhaus, um 1660 | 094 45628          | Baudenkmal     | Wohnhaus |
| Kramerstraße 10 (Karte) | Wohnhaus    | Wohnhaus, 1699    | 094 45629          | Baudenkmal     | Wohnhaus |
| Kramerstraße 11 (Karte) | Wohnhaus    | Wohnhaus, um 1660 | 094 45630          | Baudenkmal     | Wohnhaus |

### Lange Gasse
| Lage                        | Bezeichnung                     | Beschreibung                                | Erfassungs- nummer | Ausweisungsart | Bild                            |
| --------------------------- | ------------------------------- | ------------------------------------------- | ------------------ | -------------- | ------------------------------- |
| Lange Gasse 2, 3, 4 (Karte) | Wohnhaus                        | Wohnhaus, 1674                              | 094 45892          | Baudenkmal     | Weitere Bilder                  |
| Lange Gasse 7 (Karte)       | Wohnhaus                        | Wohnhaus, um 1780                           | 094 45893          | Baudenkmal     | Wohnhaus                        |
| Lange Gasse 8 (Karte)       | Wohnhaus                        | Wohnhaus, um 1850                           | 094 45794          | Baudenkmal     | Wohnhaus                        |
| Lange Gasse 9 (Karte)       | Ackerbürgerhof                  | Ackerbürgerhof                              | 094 50622          | Baudenkmal     | Ackerbürgerhof                  |
| Lange Gasse 10 (Karte)      | Kaufmannshof                    | ehemaliger Kaufmannshof, 16. Jahrhundert    | 094 45894          | Baudenkmal     | Kaufmannshof                    |
| Lange Gasse 11 (Karte)      | Vorwerk                         | ehemaliges Vorwerk, um 1830                 | 094 45895          | Baudenkmal     | Vorwerk                         |
| Lange Gasse 12 (Karte)      | Wohnhaus                        | Wohnhaus, um 1620                           | 094 45896          | Baudenkmal     | Weitere Bilder                  |
| Lange Gasse 13 (Karte)      | Wohnhaus                        | Wohnhaus, um 1900                           | 094 46494          | Baudenkmal     | Weitere Bilder                  |
| Lange Gasse 14 (Karte)      | Propsteivorwerk                 | ehemaliges Vorwerk, 1680                    | 094 45897          | Baudenkmal     | Propsteivorwerk                 |
| Lange Gasse 16 (Karte)      | Wohnhaus                        | Wohnhaus, 1693                              | 094 45898          | Baudenkmal     | Wohnhaus                        |
| Lange Gasse 17 (Karte)      | Wohnhaus                        | Wohnhaus, um 1760                           | 094 45899          | Baudenkmal     | Wohnhaus                        |
| Lange Gasse 20 (Karte)      | Ackerbürgerhof                  | ehemaliger Ackerbürgerhof, um 1800          | 094 45900          | Baudenkmal     | Ackerbürgerhof                  |
| Lange Gasse 21 (Karte)      | Wohnhaus                        | Wohnhaus, um 1880                           | 094 46495          | Baudenkmal     | Wohnhaus                        |
| Lange Gasse 22 (Karte)      | Wohnhaus                        | Wohnhaus, um 1850                           | 094 45901          | Baudenkmal     | Wohnhaus                        |
| Lange Gasse 23 (Karte)      | Wohnhaus                        | Wohnhaus, 17. Jahrhundert                   | 094 45902          | Baudenkmal     | Wohnhaus                        |
| Lange Gasse 24 (Karte)      | Wohnhaus                        | Wohnhaus, erste Hälfte des 17. Jahrhunderts | 094 45903          | Baudenkmal     | Wohnhaus                        |
| Lange Gasse 25 (Karte)      | Wohnhaus                        | Diakonat, 1685                              | 094 45904          | Baudenkmal     | Wohnhaus                        |
| Lange Gasse 26 (Karte)      | Kaufmannshof                    | ehemaliger Kaufmannshof, um 1800            | 094 45905          | Baudenkmal     | Kaufmannshof                    |
| Lange Gasse 26a (Karte)     | Gutshof                         | Freihof, 1597                               | 094 45906          | Baudenkmal     | Gutshof                         |
| Lange Gasse 27 (Karte)      | Wohnhaus                        | Wohnhaus, um 1600                           | 094 45907          | Baudenkmal     | Wohnhaus                        |
| Lange Gasse 28 (Karte)      | Wohnhaus                        | Wohnhaus, frühes 17. Jahrhundert            | 094 45908          | Baudenkmal     | Wohnhaus                        |
| Lange Gasse 29 (Karte)      | Wohnhaus                        | Wohnhaus, 1614                              | 094 45909          | Baudenkmal     | Wohnhaus                        |
| Lange Gasse 30 (Karte)      | Wohnhaus                        | Wohnhaus, um 1570                           | 094 45910          | Baudenkmal     | Wohnhaus                        |
| Lange Gasse 31 (Karte)      | Wohnhaus                        | Wohnhaus, um 1620                           | 094 45911          | Baudenkmal     | Wohnhaus                        |
| Lange Gasse 32 (Karte)      | Wohnhaus                        | Wohnhaus, um 1680                           | 094 45912          | Baudenkmal     | Wohnhaus                        |
| Lange Gasse 33 (Karte)      | Kaufmannshof, Haus Weißer Engel | ehemaliger Kaufmannshof, 1623               | 094 45913          | Baudenkmal     | Kaufmannshof, Haus Weißer Engel |

### Langenbergstraße
| Lage                                       | Bezeichnung  | Beschreibung                                              | Erfassungs- nummer | Ausweisungsart | Bild         |
| ------------------------------------------ | ------------ | --------------------------------------------------------- | ------------------ | -------------- | ------------ |
| Langenbergstraße 1, 2, 3 (Karte)           | Häusergruppe | Häusergrupper aus der zweiten Hälfte des 19. Jahrhunderts | 094 46454          | Denkmalbereich | Häusergruppe |
| Langenbergstraße 37, 37a, 37b, 37c (Karte) | Siedlung     | Siedlung vom Ende des 19. Jahrhunderts                    | 094 46455          | Baudenkmal     | Siedlung     |

### Lazarettstraße
| Lage                   | Bezeichnung              | Beschreibung | Erfassungs- nummer | Ausweisungsart | Bild                     |
| ---------------------- | ------------------------ | ------------ | ------------------ | -------------- | ------------------------ |
| Lazarettstraße (Karte) | Krankenhaus Taubenbreite | 1910         | 094 45558          | Baudenkmal     | Krankenhaus Taubenbreite |

### Lindenstraße
| Lage                      | Bezeichnung | Beschreibung                          | Erfassungs- nummer | Ausweisungsart | Bild     |
| ------------------------- | ----------- | ------------------------------------- | ------------------ | -------------- | -------- |
| Lindenstraße 1, 2 (Karte) | Villa       | Villa, 1925/1930                      | 094 46496          | Baudenkmal     | Villa    |
| Lindenstraße 4 (Karte)    | Wohnhaus    | Wohnhaus, Anfang des 20. Jahrhunderts | 094 46497          | Baudenkmal     | Wohnhaus |
| Lindenstraße 10 (Karte)   | Villa       | Villa, etwa 1910/1920                 | 094 46498          | Baudenkmal     | Villa    |
| Lindenstraße 61 (Karte)   | Villa       | Villa, 1880/1885                      | 094 46499          | Baudenkmal     | Villa    |
| Lindenstraße 62 (Karte)   | Villa       | Villa, 1924                           | 094 46500          | Baudenkmal     | Villa    |

weiter auf Liste der Kulturdenkmale in Quedlinburg (M–Z)

## Legende
In den Spalten befinden sich folgende Informationen:
- Lage: Nennt den Straßennamen und wenn vorhanden die Hausnummer des Kulturdenkmals. Die Grundsortierung der Liste erfolgt nach dieser Adresse. Der Link „Karte“ führt zu verschiedenen Kartendarstellungen und nennt die geographischen Koordinaten.
Link zu einem Kartenansichtstool, um Koordinaten zu setzen. In der Kartenansicht sind Baudenkmale ohne Koordinaten mit einem roten bzw. orangen Marker dargestellt und können in der Karte gesetzt werden. Baudenkmale ohne Bild sind mit einem blauen bzw. roten Marker gekennzeichnet, Baudenkmale mit Bild mit einem grünen bzw. orangen Marker.
- Offizielle Bezeichnung: Nennt den Namen, die Bezeichnung oder zumindest die Art des Kulturdenkmals und verlinkt, soweit vorhanden, auf den Artikel zum Objekt.
- Beschreibung: Nennt bauliche und geschichtliche Einzelheiten des Kulturdenkmals, vorzugsweise die Denkmaleigenschaften.
- Erfassungsnummer: Für jedes Kulturdenkmal wird in Sachsen-Anhalt eine 20stellige Erfassungsnummer vergeben. Die letzten zwölf Ziffern werden für die Untergliederung nach Teilobjekten genutzt und werden nur angegeben, soweit vergeben. In dieser Spalte kann sich folgendes Icon  befinden, dies führt zu Angaben zu diesem Baudenkmal bei Wikidata.
- Ausweisungsart: Die Einordnung des Denkmales nach § 2 Abs. 2 DenkmSchG LSA
- Bild: Ein Bild des Denkmales, und gegebenenfalls einen Link zu weiteren Fotos des Kulturdenkmals im Medienarchiv Wikimedia Commons. Wenn man auf das Kamerasymbol klickt, können Fotos zu Kulturdenkmalen aus dieser Liste hochgeladen werden:

## Hinweise zur Datierung
Die Datierung der Errichtungsphasen der derzeitigen Bauten erfolgt aufgrund der Inschriften („i“), aufgrund urkundlichen Materials („u“) oder aufgrund von dendrochronologischen („d“) oder archäologischen („a“) Analysen und ist entsprechend gekennzeichnet; bei fehlender Angabe ist die Datierungsart unbekannt und folgt den Angaben im Denkmalverzeichnis.